# 인도네시아의 자동차 산업

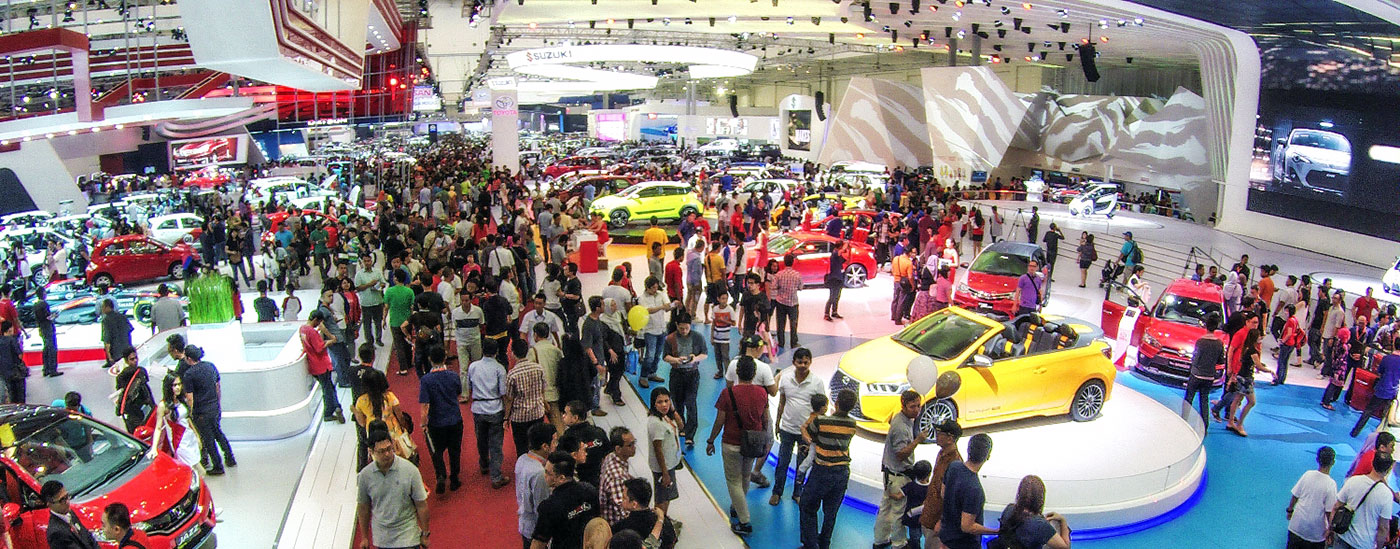
가이킨도 인도네시아 국제 모터쇼(GIIAS), 동남아시아에서 가장 큰 자동차 전시회다.

인도네시아의 자동차 산업은 국가 경제 성장에 중요한 역할을 하며 GDP의 10.16%를 차지한다. 인도네시아 자동차 제품 수출액이 현재 수입액보다 많다. 2017년 인도네시아는 전 세계 17번째로 큰 승용차 생산국이자 아시아 5번째로 큰 승용차 생산국으로, 98만 대의 차량을 생산했다.
인도네시아에서 생산되는 대부분의 차량은 주로 일본 브랜드를 비롯한 해외 브랜드의 차량이며, 현지 파트너와의 합작 공장 또는 전액 출자 공장을 통해 국내에서 생산된다. 현지 부품 비중이 높은 완전 제조는 일반적으로 제조사가 선호하고 정부가 장려하지만, 국내 여러 공장에서 CKD 조립도 진행된다. 1999년부터 신차의 CBU 수입도 상당히 낮은 수입 관세로 허용되지만, 정부는 이를 권장하지 않는다.
인도네시아는 주로 미니 또는 콤팩트 MPV (전체 생산량의 52%), SUV 및 1톤 미만의 경형 픽업 트럭을 생산한다. 2019년에는 전체 생산량의 26%가 수출되었다. 인도네시아 전체 자동차 판매량의 약 7.2%는 태국, 일본, 중국, 인도 및 대한민국에서 수입된 차량으로 구성된다.
인도네시아의 대부분 자동차 제조사(승용차 제조사 및 상용 트럭 제조사 포함)는 비정부 조직인 인도네시아 자동차 산업 협회(Gabungan Industri Kendaraan Bermotor Indonesia, GAIKINDO)의 회원이다.

## 특징
전통적으로 인도네시아는 동남아시아의 다른 이웃 국가들과 마찬가지로 일본차에 크게 의존하는 시장이다. 그러나 다른 동남아시아 시장이 소형 세단을 선호하는 반면, 인도네시아 자동차 시장은 3열 MPV에 대한 강한 선호도를 보인다. 2019년 인도네시아에서 판매된 승용차 및 트럭의 96.3%는 일본 브랜드였다. 이 비율은 일본 자체의 일본 브랜드 비율인 90%보다도 높다. 같은 해 인도네시아에서 판매된 승용차 약 55만 대 또는 68%는 3열 시트가 장착된 MPV, 크로스오버 및 SUV로 구성되었다. 이 비율은 전 세계적으로 가장 높은 비율 중 하나이다. 예를 들어, 2006년에는 토요타 아반자(16.4%), 토요타 키장 이노바(14.6%), 다이하쓰 세니아(7.4%), 스즈키 캐리/퓨처라(7.3%)와 같은 모델이 매우 높은 시장 점유율을 차지했다. 2006년 국내 판매 차량의 거의 73%가 상위 10개 베스트셀러 모델로 구성되었다.
일본 제조사 토요타는 80년대 초반부터 수십 년간 인도네시아 시장 점유율을 선도하고 있다. 그럼에도 불구하고 인도네시아에서 가장 큰 제조사는 다이하쓰인데, 이는 인도네시아에서 판매되는 여러 인기 토요타 브랜드 모델이 2016년부터 토요타가 전액 소유한 다이하쓰에 의해 개발 및 생산되기 때문이다. 자회사인 아스트라 다이하쓰 모터(ADM)는 연간 총 53만 대의 차량을 생산할 수 있는 여러 공장을 운영한다. 인도네시아에서 판매되는 자동차 5대 중 약 2대가 ADM에서 생산된다.
인도네시아 소비자들이 온 가족을 태울 수 있는 큰 차를 원하는 것 외에도, MPV 또는 3열 차량의 전반적인 인기는 규제와 그에 따른 자동차 문화로 설명될 수 있다. 1974년 1월 22일 법령 제25/74호에 의해 자동차 수입이 전면 금지되었을 때, 인도네시아 정부는 픽업트럭과 미니버스에 스테이션 왜건 차체 스타일이 사치품세가 면제되는 세금 제도를 부과했으며, 세단에는 100%의 사치품세가 부과되었다. 그 결과, 모든 크기의 세단은 대부분의 소비자에게 사치품이 되었고 미니버스는 더 인기를 얻었으며, 당시에는 실용적이었음에도 불구하고 운전하거나 탑승하기에는 훨씬 덜 편안한 경향이 있었다. 그 결과, 주로 소형 세단을 선호하는 동남아시아 이웃 국가들과 달리 인도네시아 소비자들은 주로 3열 MPV를 구매한다.
GAIKINDO에 따르면 2018년 전국 자동차 판매량의 82%는 자와섬에서 기여되었다. 2017년 서자와주는 전국 자동차 판매량의 19.6%인 약 20만 7천 대의 차량을, 자카르타는 19.3%, 동자와주는 13.1%를 기여했다.

## 역사
인도네시아에 도착한 첫 번째 모터 차량은 동자와주 프로볼링고의 움보엘 제당 공장 기계공이었던 영국인 존 C. 포터가 가져온 독일 힐데브란트 & 볼프뮐러 2기통 모터사이클로 알려져 있다. 첫 번째 자동차는 그 직후 도착했는데, 1894년 파쿠부워노 10세, 수라카르타의 수수후난 소유의 벤츠 빅토리아였다.
자동차의 현지 생산은 1964년에 시작되었으며, 처음에는 수입차 및 상용차의 SKD 조립으로 시작되었다.
독립 이전에 일부 자동차 제작 활동이 있었다: 1901년에서 1903년 사이에 막스 벤켈이 벤켈모빌 자동차를 일부 제작한 것으로 보고되었다. 1927년에는 탄중 프리옥에 N.V. 제너럴 모터스가 설립되어 자동차와 트럭을 조립하기 시작했다. N.V. 데모는 1930년대 수라바야에서 DKW 엔진을 장착한 삼륜 차량을 생산하기 시작했다.

## 정부 프로그램
1969년부터 산업 개발을 위한 국가 계획은 모든 제조 분야에서 수입 대체에 초점을 맞추었다. 이러한 상황을 조성하기 위해 다음 몇 년 동안 일련의 법률이 제정되었으며, 이는 승용차뿐만 아니라 상용차에도 영향을 미쳤다. CBU 차량 수입에 대한 점진적인 제한이 도입되어 1974년까지 CBU의 완전 금지에 이르렀다. 1976년 법령 제307호에 따라 현지화 프로그램이 시작되었다. 이 법은 1톤 이하의 화물 차량의 차체가 1978년부터 현지에서 제작되어야 한다는 조항을 포함했다. 이 새로운 법은 그 유해한 영향을 최소화하기 위해 일련의 후속 법령으로 이어졌다.
1980년부터는 브랜드 확산을 억제하기 위한 새로운 규정도 제정되었는데, 정부는 현지 조립을 42개 제조업체의 71개 모델로 제한했다. 모든 조립업체와 대리점은 엔진을 제외한 모든 것을 제조하는 8개의 개별 그룹으로 강제 통합되었다. 엔진은 별도의 기업에서 공급해야 했다. 대부분 소규모 프리부미 기업으로 구성된 GAAKINDO는 이러한 프로그램에 반대했으며, 1981년부터 1984년까지는 노골적으로 반중국적인 리더를 두었다. 현지화를 가장 선호하는 기업은 Liem Group과 PT Astra Motor와 같은 대규모 중국 기업이었다.
1981년에 정부는 1985년까지 인도네시아에서 생산되는 엔진이 1리터 미만의 배기량을 가질 수 없다고 선언했다. 그 결과, 현지 마이크로밴 및 트럭 제조업체들은 더 큰 엔진을 장착하기 위해 서둘렀다. 다이하쓰와 스즈키는 이미 다른 차량에 적합한 엔진을 생산하고 있었지만, 미쓰비시는 그렇지 않아 몇 년 동안 다이하쓰 엔진을 사용했으며, 혼다는 미니 픽업/마이크로밴 부문에서 철수했다. 1982년 10월, 특정 디젤 차량에 대한 VAT가 급격히 인상되었다. 디젤 세단과 스테이션 왜건뿐만 아니라 디젤 오프로더에도 40%의 VAT가 부과되었고, 소형 트럭, 픽업, 승용 밴 형태의 경상용차(카테고리 1)에는 20%의 VAT가 부과되었다. 일부 평론가들은 이것이 인도네시아에서 디젤 차량의 종말을 의미할 것이라고 예상했다.

### 저가 친환경차

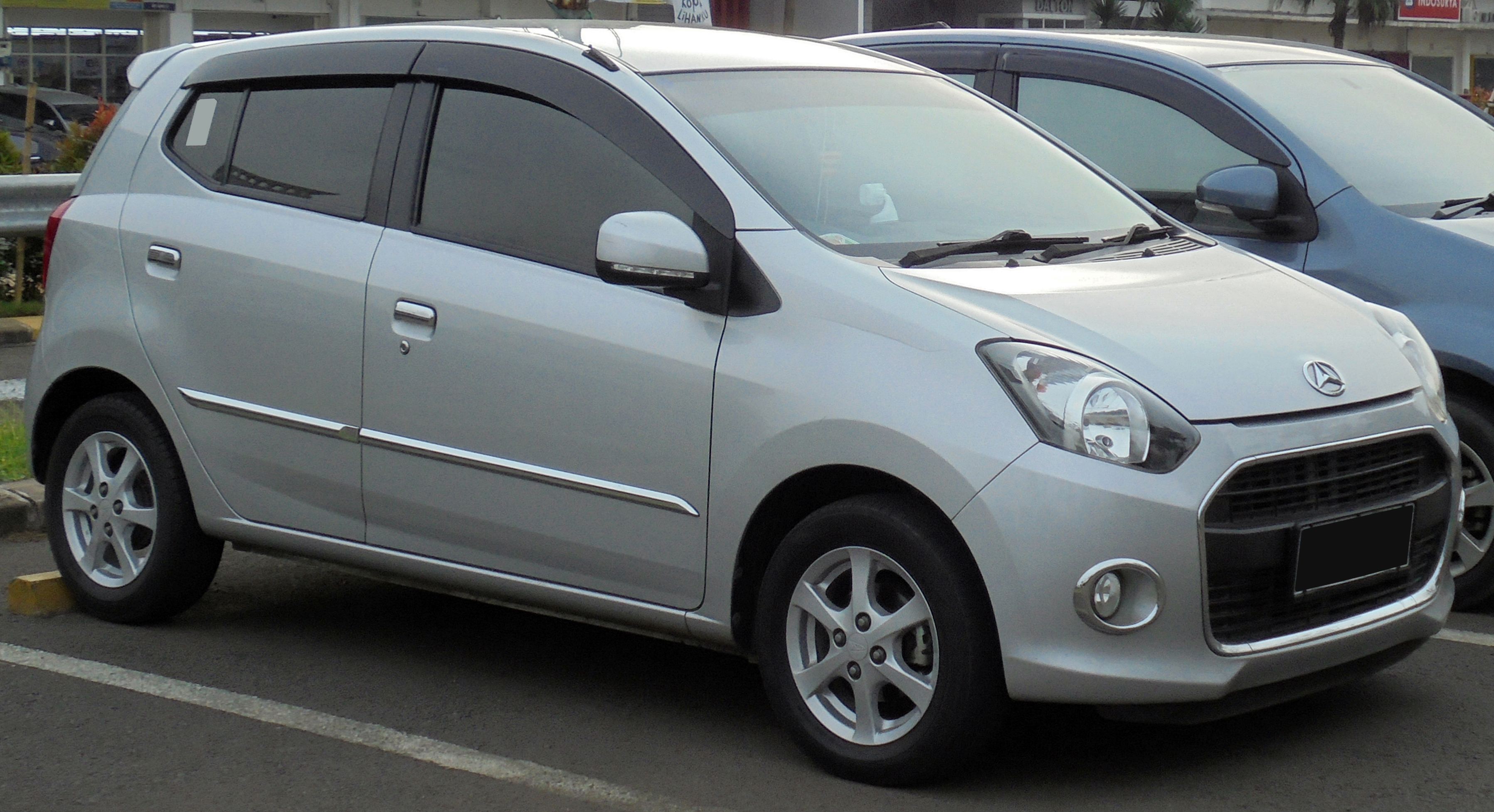
다이하쓰 아일라, 토요타 아기야와 함께 "저가 친환경차" 범주의 첫 모델 중 하나이다.

2007년 인도네시아 정부는 인도네시아 국민차로서 "저가 친환경차"(LCGC) 개발을 돕기 위한 일련의 세금 인센티브를 발표했다. 초기 규정은 낮은 가격(농촌 주민에게는 더 낮게 설정), 최소 20 km/L (56 mpg-imp; 47 mpg-US)의 연비, 그리고 최소 60%의 국내 부품을 요구했다. 몇 가지 프로젝트가 발표되었지만 시장에 출시된 것은 없었고, 2013년 5월 새로운 규정이 발표되어 1,200cc 미만(디젤의 경우 1,500cc) 차량은 동일한 20km/L 연비 목표를 달성할 수 있다면 0%의 사치세를 적용받게 되었다. 더 크고 연비가 낮은 차량의 경우 사치세는 50%에서 75% 사이다.

### 국내 제조 장려
인도네시아는 외국산 고급차에 10%의 수입세를 부과하며, 자유무역지대 외에서 수입되는 차량에 대한 수입 관세는 현재 50%이다.

## 협회
1969년부터 1975년까지 단독 대리점과 조립업체는 별도의 그룹인 GAM(Gabungan Assembler Mobil)과 GAKINDO로 대표되었다. 1972년에 정부는 조립업체와 대행사를 통합하도록 명령했으며, 1975년부터 업계는 통합된 GAAKINDO 무역 그룹(Gabungan Agen-agen dan Assembler Kendaraan Bermotor Indonesia, "인도네시아 단독 대행사 및 자동차 조립업체 협회")으로 대표되었다. 1980년대 상반기에는 GAAKINDO가 정부의 현지화 프로그램에 대해 노골적으로 반대했다. 1985년에 이 그룹은 GAIKINDO(Gabungan Industri Kendaraan Bermotor Indonesia, "인도네시아 자동차 산업 협회")라는 새로운 조직으로 재통합되었다.

## 제조사

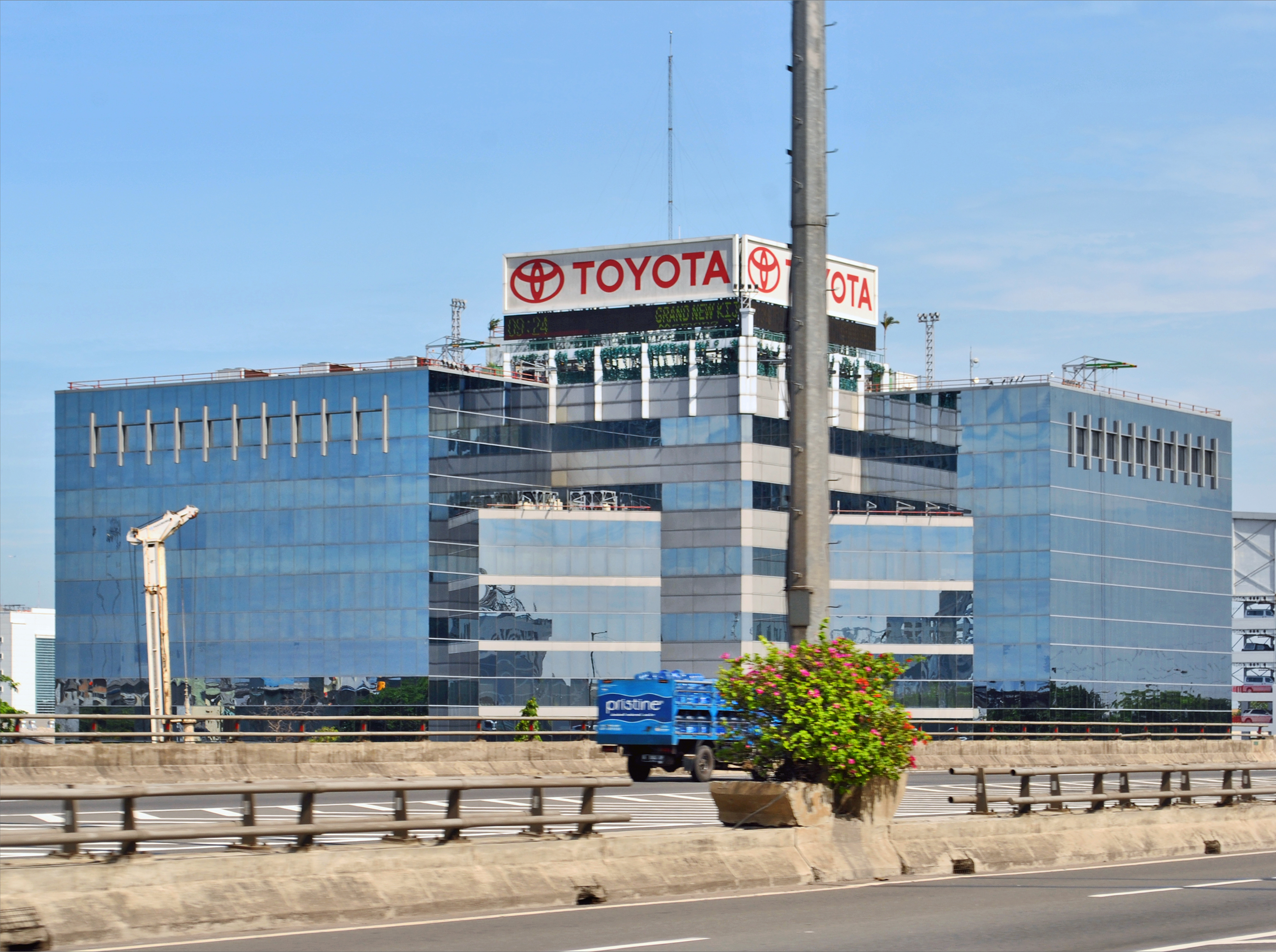
북자카르타 순터에 있는 토요타-아스트라 모터 본사.

인도네시아의 지배적인 제조사는 아스트라 인터내셔널이며, 이는 자딘 매시슨에 의해 간접적으로 통제된다. 이들의 제품은 2010년대 초반 인도네시아 연간 차량 판매량의 절반 가량을 차지했는데, 이는 주로 토요타 키장의 성공 덕분이다.
인도네시아에서 판매되는 대부분의 자동차는 원래 유럽산이었다. 1950년대에는 모리스와 오스틴이 가장 인기 있는 자동차였다. 일본 수입차는 1959년에 미쓰비시 주피터 트럭으로 소규모로 시작되었지만, 1970년대에는 일본차가 시장 점유율을 꾸준히 늘리면서 크게 변화했다. 일본차는 1961년에 정부에 의해 인도네시아 전역의 협동조합을 위한 차량으로 처음 수입되었다. 이는 토요타 랜드크루저 캔버스탑이었다. 토요타가 선택된 주된 이유는 지명된 랜드로버에 비해 가격이 저렴했기 때문이다. 같은 해, 중부 자와에 있는 나스코 토요타 딜러 네트워크의 설립자인 A.H. 부디는 자카르타의 수입업자로부터 토요타 티아라를 구입했다. 자동차의 품질에 감명받은 부디는 토요타 자동차 판매를 위해 PT 랏나 데위 모터사를 설립했다.
1974년 1월 말라리 사건은 일본의 무역 관행에 대한 항의로 시작되었고 토요타 딜러십의 방화를 포함했지만, 일본차 판매는 그 직후 새로운 정점에 도달했다. 1980년까지 181,100대의 신규 등록 중 88.5%가 일본산이었다.

### 유통 및 제조
인도네시아에서 외국 브랜드의 수입, 마케팅, 유통 및 사후 서비스 권리는 일반적으로 ATPM(Agen Tunggal Pemegang Merek, "단일 상표 소유 대리점")이라는 회사에 의해 보유된다. ATPM은 외국 소유이거나 국내 소유일 수 있으며, 라이선스 요건 및 범위에 certain differences가 있다. 예를 들어, 외국 회사는 인도네시아 소비자에게 직접 판매할 수 없지만(대행), 유통은 외국 통제가 가능하다. ATPM은 라이선스 하에 제조를 수행하거나, 제조를 제3자에게 위탁하거나(주요 회사의 승인 필요), 단순히 유통업체 및 소매업체 역할을 할 수 있다. 많은 코치빌더(karoseri로부터 네덜란드어: carrosserie)가 제공하는 앙코트와 같은 특수 차체 차량의 경우, ATPM은 특정 회사와 관계를 맺고 종종 자체 쇼룸을 통해 디자인을 판매한다.

## 현존 제조사

### BMW
NV 스페모트리는 1950년대 BMW의 주요 모터사이클 수입업체였으며, 주로 250cc 1기통 R25, R26, R27을 수입했다. 1960년대 초반 NV 스페모트리에 의해 소수의 BMW 700이 인도네시아로 수입되었다. 살림 그룹은 1970년대 후반 아스트라 그룹에 작은 양보를 팔 때까지 수입 권리를 보유했다. 아스트라는 PT 차야 삭티 모터라는 전액 출자 자회사를 통해 BMW를 판매한다. 현지에서 조립된 최초의 BMW는 520/4였으며, 이는 CKD로 보내져 PT 인도네시아 서비스 코이에 의해 자카르타에서 제작되었다. 1976년부터 1981년까지 780대의 E12가 조립되었고, 1978년에는 520/6이 4기통을 대체했다. 인도네시아 서비스 코이는 나중에 E28, E30, E36, E34 모델을 제작했으며, 조립은 1993년 PT 가야 모터가 인수했다.
2001년 4월 현재, BMW는 인도네시아에 자체 도매 회사인 PT BMW 인도네시아를 보유하고 있지만, 아스트라는 PT 가야 모터를 통해 BMW 자동차를 계속 조립한다. 현재 조립은 제한된 종류의 준완성차이며, 나머지 모델은 CBU로 제공된다.

### 다이하쓰
PT 아스트라가 유통권을 획득한 1973년부터 1980년대까지 PT 다이하쓰 인도네시아는 다이하쓰 차량을 유통했고 조립은 가야 모터가 담당했다. 두 회사 모두 북자카르타에 위치했다. PT 다이하쓰 인도네시아는 일본 지주 회사(30%)와 PT 아스트라 인터내셔널(70%)의 합작투자였으며, PT 가야 모터는 인도네시아 정부, PT 아스트라 인터내셔널, PT 멀티 프랑스 및 PT 멀티 아스트라의 합작투자였다. 가야 모터는 종합 조립업체였으며 1980년대 초반에는 푸조와 르노 자동차도 제작했다. 다이하쓰의 하이젯은 특히 샤레이드의 더 큰 1리터 엔진이 도입된 후 인도네시아에서 매우 인기가 많았으며, 1983년 인도네시아에서 제작된 4륜 차량 8대 중 1대는 하이젯이었다.
2003년, 다이하쓰는 PT 아스트라 다이하쓰 모터(ADM)를 통해 토요타와의 합작투자 프로젝트를 시작했으며, 이는 토요타 아반자와 다이하쓰 세니아를 탄생시켰다. 두 차량 모두 인도네시아의 요구 사항을 염두에 두고 설계되었다. 엔트리 레벨 MPV로서 토요타 키장의 역할을 보완하며, 더 작고 저렴한 패키지로 유사한 기능을 제공한다. 두 차량은 나중에 토요타 자동차 제조 인도네시아를 제치고 이 나라에서 가장 큰 자동차 제조사인 아스트라 다이하쓰 모터가 되었고, 아반자가 2007년부터 현재까지 인도네시아에서 가장 많이 팔리는 자동차가 되게 했다. 2019년 인도네시아 전체 차량 생산량(4륜 이상)의 40.8%는 ADM이 기여했다.

### 혼다
혼다는 1960년대 PT 이모라 모터를 통해 인도네시아에 처음 진출했으며, 첫 모델은 혼다 T360 픽업트럭이었다. 1972년 혼다는 2도어 혼다 시빅도 인도네시아에 도입했다. 차량 수입 금지에 대한 대응으로 PT 프로스펙트 모터는 북자카르타 순터에서 혼다 자동차의 현지 조립을 시작했다. 이 브랜드는 상업용 픽업트럭과 미니밴에 의존했던 다른 일본 브랜드들과 달리 승용차로 명성을 얻었다. 당시 혼다의 베스트셀러 제품은 시빅과 어코드였다.
1999년, 혼다는 새로운 합작투자 회사인 PT 혼다 프로스펙트 모터(HPM)를 설립했으며, 같은 해 이모라 모터의 단독 전국 유통권을 인수했다. HPM은 이전에 차량 조립, 엔진 및 부품 제조, 도매 유통 등 4개의 별도 회사에서 이루어지던 혼다의 인도네시아 자동차 사업을 통합했다. 새로운 카라왕 제조 공장은 2003년에 문을 열었다.

### 현대자동차
현대차는 1990년대부터 인도네시아 시장에 진출했다. "PT 현대 모빌 인도네시아(HMI)"가 판매 회사로, 1996년부터 현대차를 인도네시아에서 조립해 온 "PT 현대 인도네시아 모터"가 공인 조립 회사였다.
2019년 현대자동차는 인도네시아 정부와 현대차 사업을 인도네시아에서 직접 수행하고 특히 현대 아이오닉 5 전기차 생산을 육성하기 위한 MOU를 체결했다. 2019년부터 현대차 판매 회사는 남자카르타에 본사를 둔 현대 모터 인도네시아(HMID)와 서자와주 브카시 군 치카랑에 위치한 새로 건설된 첨단 제조 공장인 현대자동차 인도네시아 제조법인(HMMI)이 직접 담당하며, 이들 모두 현대자동차의 자회사이다.
대중과의 관계를 환영하고 강화하기 위해 현대 인도네시아는 치카랑의 공장을 방문하여 자동차 제조 과정을 직접 관람하도록 일반 대중을 초청했다. 이는 인도네시아 자동차 산업 분야의 첫 시도였다.

### 메르세데스-벤츠
인도네시아에서의 메르세데스-벤츠의 역사는 1894년으로 거슬러 올라가는데, 이때 수라카르타의 수수후난이 벤츠 모델 패튼(2000cc, 1기통, 5마력, 8인용)을 구매했다. 이것이 인도네시아 최초의 자동차이기도 했다.
1970년, 메르세데스-벤츠는 폭스바겐과 협력하여 인도네시아 시장을 위해 자카르타 탄중 프리옥에 제조 라인을 설립했다. 제조사는 PT 저먼 모터 매뉴팩처링으로 명명되었고, PT 스타 모터라는 또 다른 회사가 인도네시아 메르세데스-벤츠 차량의 단독 대리점으로 설립되었다. 탄중 프리옥 공장은 이후 전설적인 메르세데스-벤츠 911 트럭을 포함한 메르세데스-벤츠 상용차를 생산하기 시작했다. 1973년 탄중 프리옥의 조립 라인은 메르세데스-벤츠 승용차를 생산하기 시작했다.
1978년, 보고르 군 와나헤랑 공장이 설립되었고, 치푸탓에 견습 훈련 센터와 애프터 서비스 센터가 개설되었다. 이후 1979년 폭스바겐과의 협력이 해체되었다.
1981년, 트럭 생산이 시작되었다. 1년 후인 1982년, 와나헤랑 공장이 공식적으로 문을 열었다. 1985년, PT 스타 엔진스 인도네시아가 와나헤랑에 설립되었다. PT 저먼 모터 매뉴팩처링은 1996년 인도네시아 최초의 ISO 9001 인증 자동차 제조업체가 되었다. 그 후 2000년에 PT 스타 엔진스 인도네시아를 인수했다.
모회사인 다임러-벤츠 AG의 이름이 다임러크라이슬러 AG로 변경됨에 따라, PT 저먼 모터 매뉴팩처링은 2000년에 PT 다임러크라이슬러 인도네시아로 이름을 변경했으며, 같은 해 PT 스타 모터스 인도네시아도 PT 다임러크라이슬러 디스트리뷰션 인도네시아로 변경되었다. 다임러 AG가 크라이슬러와 헤어진 후, PT 다임러크라이슬러 인도네시아는 PT 메르세데스-벤츠 인도네시아(MBI)로 이름을 변경했다. PT 다임러크라이슬러 디스트리뷰션 인도네시아도 마찬가지로 PT 메르세데스-벤츠 디스트리뷰션 인도네시아가 되었다.
2023년 10월, 영국 기반의 인치케이프와 현지 자동차 회사 인도모빌은 70대 30의 합작투자를 통해 메르세데스-벤츠 AG로부터 메르세데스-벤츠 승용차 사업인 PT 메르세데스-벤츠 인도네시아와 PT 메르세데스-벤츠 디스트리뷰션 인도네시아를 인수했다.

### 미쓰비시

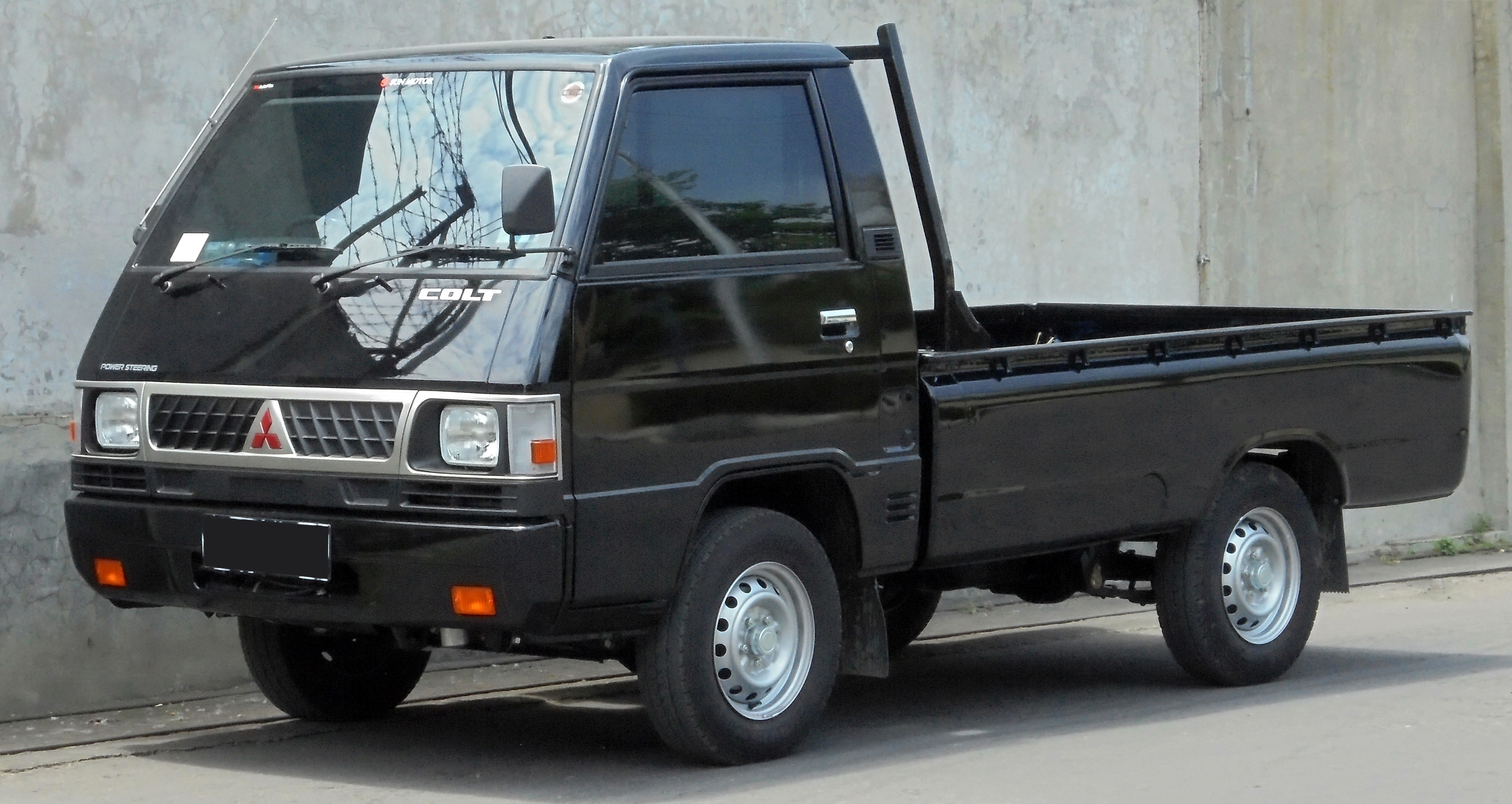
미쓰비시 콜트 L300은 인도네시아에서 단일 세대에서 가장 오랫동안 생산된 차량이다. 생산은 1982년에 시작되었다.

미쓰비시는 PT 크라마 유다 티가 베를리안 모터스(KTB)를 통해 인도네시아에 오랫동안 진출해 있었지만, 그들의 첫 번째 진정한 성공작은 콜트 T120이었다. 이것은 1세대 미쓰비시 델리카의 현지 생산 버전이었으며, 1970년대 초 출시 이후 중요한 차량이 되었다. 이 차량은 당시 동급에서 거의 유일했으며, 한 세대의 인도네시아인들에게 "콜트"는 미니버스와 동의어가 되었다. T120은 1982년에 단종되고 L300(또한 델리카 기반)으로 대체되었지만, 판매량은 이전의 최고치를 달성하지 못했다. 미쓰비시는 마침내 스즈키 캐리 퓨추라의 미쓰비시 엔진 버전인 미쓰비시 콜트 T120SS로 T120 이름을 부활시켰다. 스즈키와의 이러한 제휴는 아스트라 그룹의 토요타, 다이하쓰, 이스즈의 지배에 도전하려는 시도였다.
2014년, 미쓰비시 자동차는 인도네시아에 MMC 소유 공장을 건설할 계획을 발표했다. 2015년 3월 24일, 서자와주 치카랑에 새로운 제조 공장 건설이 시작되었다. 이 공장은 연간 최대 16만 대의 차량 생산 능력을 갖추도록 설계되었다. MMC가 51%를 소유한 PT 미쓰비시 자동차 크라마 유다 인도네시아가 공장 운영을 위해 설립되었다. 이 공장은 2017년 4월 미쓰비시 파제로 스포츠를 생산하며 가동을 시작했다. 동시에 승용차 및 LCV 사업은 PT KTB에서 PT 미쓰비시 자동차 크라마 유다 판매 인도네시아(MMKSI)로 이전되었다. 미쓰비시 엑스팬더는 2017년 8월에 출시되었으며, 2017년에서 2018년 사이에 미쓰비시 자동차의 국내 판매량을 79,807대에서 142,861대로 거의 두 배로 늘려 MMC의 가장 큰 시장으로 부상했다. 2019년 MMKI는 193,954대의 생산량으로 토요타 자동차 제조 인도네시아를 제치고 인도네시아에서 두 번째로 큰 자동차 제조사가 되었다.

### 스즈키
PT 스즈키 인도모빌 모터는 스즈키와 인도모빌 그룹의 합작투자 회사이다. 최근까지 이 회사는 PT 인도모빌 스즈키 인터내셔널로 알려져 있었다. 이 회사는 자카르타, 인도네시아에 위치하고 있으며 현지 시장을 위한 스즈키 차량 제조를 전문으로 한다. 그들의 첫 번째 제품은 1976년의 ST10 캐리와 프론테 LC20이었다. 캐리(곧 ST20으로 대체됨)는 앙코트로 광범위하게 사용되었다. 스즈키의 첫 인도네시아 활동은 1970년 수입 회사인 PT 인도히어로 스틸 & 엔지니어링 컴퍼니를 통해서였다. 6년 후 그들은 자카르타에 제조 시설을 건설했으며, 이는 인도모빌 그룹의 가장 오래된 부분이다. 스즈키의 판매는 미니트럭 판매가 급증하고 포사/스위프트가 도입되면서 1980년대 중반에 기하급수적으로 증가했다: 스즈키 인도네시아는 1984년에 13,434대의 차량을 판매했고, 1985년에는 58,032대를 판매했다.
2004년부터 스즈키 인도네시아의 APV (All Purpose Vehicle) 예산 MPV는 인도네시아에서만 조립되었다. 일본에서 설계된 이 차량은 2005년부터 아세안 및 그 외 여러 국가로 수출된다. 또한 미쓰비시 배지( "메이븐"으로)로도 제공된다.

### 토요타

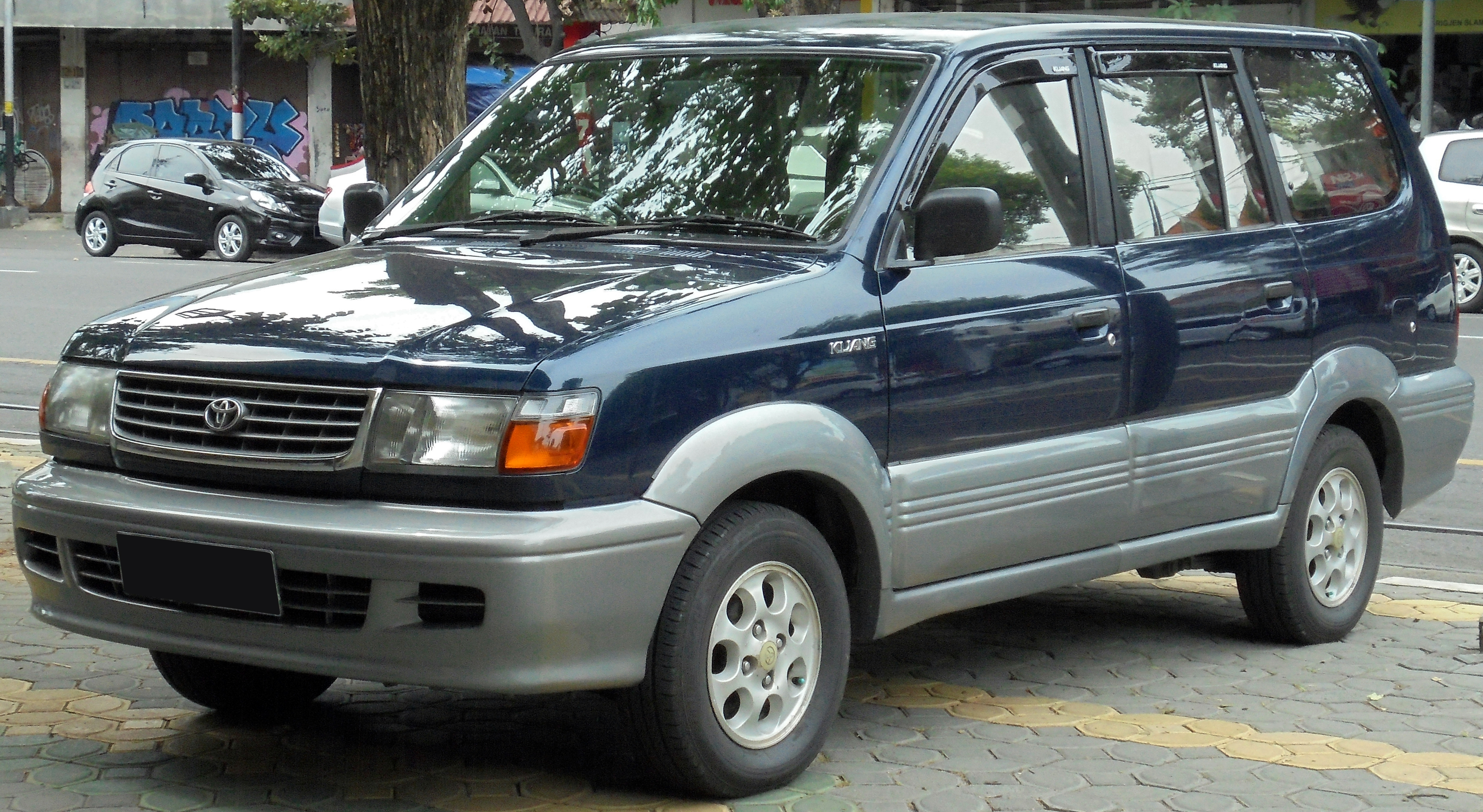
토요타 키장은 인도네시아 자동차 산업에서 가장 영향력 있는 차량 중 하나로 여겨진다.

PT 토요타 아스트라 모터(TAM)는 1971년 4월에 설립되었다. 차량 생산은 1974년 9월 PT 멀티-아스트라 제조 자회사에서 시작되었다. 토요타 인도네시아의 가장 유명한 제품은 키장 시리즈의 경트럭 및 밴이다. 필리핀 시장의 타마로 리보(1976년)에서 개발된 키장은 다양한 차량군을 탄생시켰고, 현재 인도 등 여러 아시아 국가에서 생산되고 있다. 키장은 토요타 아스트라 모터에 매우 성공적이었으며, 1985년 2월에 10만 번째 차량이 생산되었다. 생산은 1980년대 중반까지 거의 전적으로 현지화되었으며, 1985년 1월부터는 엔진 부품도 인도네시아에서 생산되기 시작했다. 키장은 인도네시아의 수많은 소규모 차체 제작업체들에게도 큰 변화를 가져왔다. 차체가 완전히 새로운 품질 기준으로 제작되었고, 토요타에서 기존에 차체 제작업체의 영역이었던 다양한 모델을 직접 제공했기 때문이다. 키장의 성공은 TAM에 도움이 되었다. 크라운, 마크 II, 랜드크루저, 코로나 GL이 1980년대 상반기에 모두 시장에서 고전하고 있었기 때문이다.
랜드크루저는 1980년대 초반까지 "지프" 카테고리를 지배했지만, 더 가볍고 경제적인 경쟁자들이 시장 점유율을 빼앗기 시작했다. 스즈키와 다이하쓰의 더 작은 제품들과 경쟁할 수 없었던 토요타는 랜드크루저의 현지 부품 수준을 더 이상 늘리지 않기로 결정하고 1986년까지 인도네시아 시장에서 철수했다. 현재 토요타 아스트라 모터의 생산은 PT 토요타 모터 매뉴팩처링 인도네시아(TMMIN)에서 이루어지고 있으며, 이는 이전의 PT 멀티-아스트라와 PT 토요타 모빌린도(1976년 12월 설립, 1977년 5월 생산 시작)로 구성된다.
토요타와 아스트라 그룹은 인도네시아에서 여전히 지배적이며, 이들의 시장 점유율은 역사적으로 35~50%를 유지한다. 이들은 두 번째로 큰 두 브랜드를 합친 것보다 더 크다.

### 폭스바겐

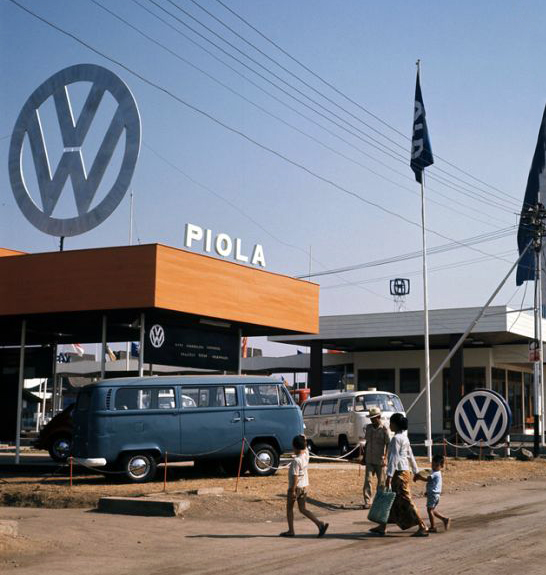
1970년경 폭스바겐 광고 파빌리온.

폭스바겐과 현지 파트너 PT 가루다 마타람은 1970년대 중반까지 주요 업체였지만, 판매량은 10년 후반에 급격히 감소했다. 1970년, 폭스바겐은 메르세데스-벤츠 디스트리뷰션 인도네시아와 협력하여 자카르타 탄중 프리옥에 제조 라인을 설립했다. 그 결과 설립된 회사는 PT 저먼 모터 매뉴팩처링으로 불렸고, 가루다 마타람은 폭스바겐 유통권을 유지했다. 이 파트너십은 1979년에 해체되었고 폭스바겐은 자체적으로 사업을 진행했다. 1971년 또는 그 직전, 인도네시아 육군 전략 사령부(코스트라드)는 차량 제조(및 전반적인 산업)에 대한 직접적인 정부 개입 추세의 일환으로 현지 폭스바겐 사업을 인수했다. 코스트라드는 야야산 다르마 푸트라 사업 그룹을 통해 두 명의 중국 기업가와 파트너십을 맺고 폭스바겐 대행사를 소유했다.
필리핀의 폭스바겐처럼 일본 브랜드가 자리 잡으면서 판매량이 급감했다. 1980년까지 현지에서 개발된 미트라 프로젝트와 비틀 및 Typ 181(카마트)의 조립은 모두 중단되었다. 독일산 콤비와 트랜스포터의 조립은 1978년에 중단되었다. 폭스바겐은 인도네시아 조립 라인에서 이를 브라질산 폭스바겐 콤비 클리퍼로 대체했다. 이것은 1980년대 중반까지 폭스바겐의 인도네시아 단일 모델로 남아있었다. 1986년까지 폭스바겐은 더 이상 인도네시아에서 판매되지 않았다. 1976년에서 1985년 사이에 13,162대의 폭스바겐이 조립되었다.
1998년, 폭스바겐 그룹과 인도모빌 그룹의 합작투자로 PT 가루다 마타람 모터라는 새로운 유통 회사가 설립되었다. 현재 이 회사는 인도네시아에서 폭스바겐 승용차를 조립하고 유통한다.

### 우링
우링 모터스(인도네시아)는 2015년 8월 SAIC-GM-우링 자동차 유한회사(SGMW)의 자회사로 설립되었으며, 지분 구성은 SAIC(상하이 자동차 인터내셔널 코퍼레이션) 50.1%, GM 차이나 44%, 광시 자동차 그룹 5.9%이다. 이 회사는 치카랑에 60헥타르의 토지를 보유하고 있으며, 30헥타르는 제조용이고 30헥타르는 부품 접근성을 위한 공급업체 단지이다.

## 없어진 제조사

### 제너럴 모터스 (1927년~2015년)

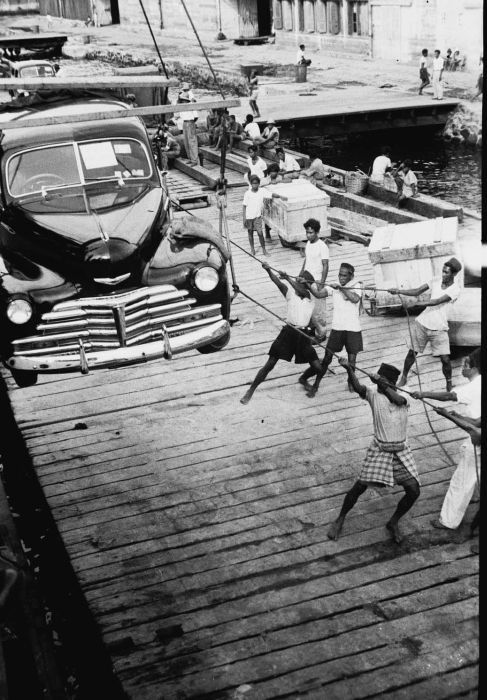
1949년 마카사르에서 쉐보레 어드밴스 디자인 1948년형이 하역되는 모습.

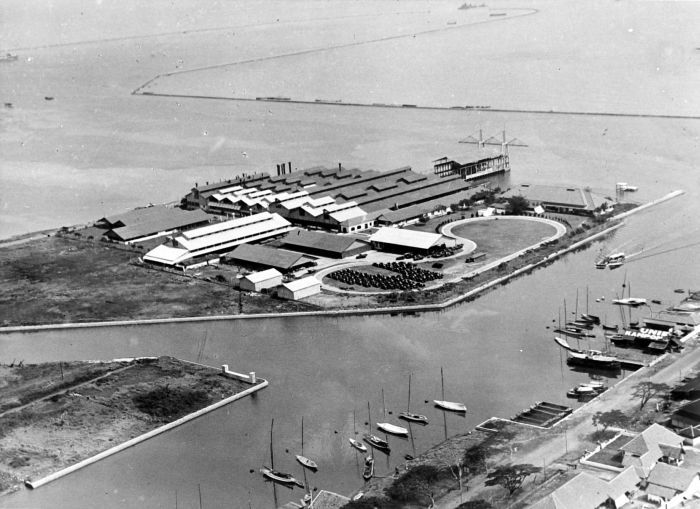
1939년 탄중 프리옥, 바타비아(현재 자카르타)의 제너럴 모터스 단지.

다양한 제너럴 모터스 (GM) 차량이 인도네시아에서 초기부터 판매되었다. GM 차량은 1915년부터 인도네시아에 진출했다. GM은 1927년 2월 탄중 프리옥에 "KN 가야 모터"라는 이름으로 첫 현지 조립 공장(사진)을 설립했다. 당시 자동차 차체 제조에 필수적인 목재가 근처에 풍부하여 위치가 적합했다. 1930년, 이 회사는 "N.V. 제너럴 모터스 자바 한델 마차피"로 개명되었다. 자카르타 공장에서 생산된 차량은 지역 전역으로 수출되었다. 1941년 네덜란드령 동인도 정부에 징발된 후, 1942년 3월 9일에는 다가오는 일본군의 손에 넘어가지 않도록 모든 기계와 장비가 파괴되었다. 2주 후 일본군이 공장을 점령하고 모든 외국인을 억류했으며, 12월 31일 GM은 전체 기업을 장부에서 정리했다. 이 공장은 토요타에 인수되어 군용 트럭 조립에 사용되었다.
1946년, 제너럴 모터스 해외 사업부는 바타비아 지점(나중에 "자카르타 지점"으로 개명)을 설립하여 전쟁 전 활동을 계속했으며, 다음 6년 동안 거의 2만 대의 차량을 생산했다. 1953년에는 수카르노의 친중국 정부가 집권하면서 대부분의 활동이 중단되었다. 1954년부터 현지 파트너인 PN 가야 모터가 단독으로 운영을 계속했으며, 인도네시아 정부는 1955년 4월에 자산을 인수했다. GM은 1년 후 이 명목상의 사업을 해산했다. 정부 운영 사업은 공장을 잘 관리하지 못했고, 낡은 자산의 60%는 1969년에 PT 아스트라 모터(우연히도, 이 회사는 1967년에 쉐보레 트럭 800대를 수입할 수 있도록 허가받으면서 시작되었다)에 매각되었다. 아스트라는 쉐보레를 판매할 것으로 예상했지만 계약을 거부당했고 대신 토요타를 수입하게 되었다.
다른 여러 소규모 회사들이 다양한 GM 제품을 수입하고 조립했다. 우다티멕스/우다틴은 주로 홀든을 취급했고, 가루다 디젤/가르막은 쉐보레, 오펠, 그리고 단명했던 모리나 국산 기본형 다목적 차량 프로젝트를 판매했다. 1970년대 초반, PT 칼리 쿠닝(자카르타)도 오펠, 특히 레코드 D를 수입했다. 쉐보레, 홀든, 오펠, 이스즈 배지는 다양한 수입업체에 의해 종종 동일한 차량에 사용되었다.

#### 홀덴
1959년 인도네시아에 홀든이 도입될 당시(홀든이 제작한 쉐보레는 1938년에 처음 도착했지만) 홀든은 가야 모터에서 판매되었다. 1960년대에 인기를 얻은 후 우다티멕스(자카르타의 프리츠 에만의 우다틴다 그룹의 일부)가 1970년에 인수를 맡았다. 또 다른 자회사인 PT 우다틴은 조립업체 역할을 했다. 1954년부터 1959년까지 홀든 오스트레일리아는 호주와 인도네시아의 모든 제너럴 모터스 권리를 보유했다. 인도네시아에 도착한 첫 홀든은 FC 시리즈였다. 1981년에 현지 조립된 홀든 제미니가 도착하면서 판매량이 상당히 증가했다. 다른 현지 조립된 홀든 모델로는 토라나, 코모도어, 스테이츠맨, 킹스우드, 프리미어가 있었다. 1970년대 초반, HQ 스테이츠맨은 가루다 디젤(쉐보레의 인도네시아 단독 대리점)에 의해 "쉐보레 350"으로 판매되었으며, 동시에 스테이츠맨은 우다티멕스에 의해 병행 판매되었다.
가루다 또한 이스즈 KB를 기반으로 홀든 린차라는 SUV 버전을 개발했다. 이것은 겉으로는 이스즈 트루퍼와 매우 유사했지만, 현지에서 개발된 차체를 가지고 있었다. 1980년대 중반에는 소수의 린차스가 이웃 국가 및 태평양 섬 국가로 수출되었다. 린차의 5도어 버전인 린차 가마도 개발되었지만, 생산에 들어가지 않았을 수도 있다. 린차 가마는 말콤 브릭클린이 유고로 성공한 후 수입할 계획이었던 많은 자동차 중 하나였다. 제미니 디젤은 택시 사업자들에게 계속 인기가 있었지만, 승용차 판매가 둔화되면서 우다티멕스는 1991년에 문을 닫았고, 홀든의 정식 수입은 중단되었다. 인도네시아에 마지막으로 출시된 신형 홀든은 VL 칼라이스였다. 아시아 금융 위기 이후 인도네시아 자동차 시장이 급성장했음에도 불구하고 홀든은 돌아오지 않았다. GMH의 수출 담당 이사 밥 브랜슨은 2001년에 연간 판매량이 500대 미만인 국가에 대한 수출 중단을 선언했다.

#### 오펠
오펠은 전쟁 전에도 오펠 P4가 탄중 프리옥에서 조립되면서 매우 인기가 있었다. 1932년에는 현지에서 차체를 만든 7인승 택시버스도 출시되었고, 1933년에는 구급차 버전도 추가되었다. 택시 모델은 오플렛 (상표명 "Opelette"의 약자)으로 불렸는데, 이는 1979년에 이 유형이 폐지될 때까지 승합 택시를 일반적으로 지칭하는 데 사용된 이름이다.
1993년 1월, GM은 PT 제너럴 모터스 부아나 인도네시아를 설립하여 인도네시아에 다시 진출했다. 이 회사는 GM이 60%, 현지 파트너이자 이전 수입/조립업체였던 PT 가르막 모터가 40%를 소유했다. 이 회사는 서자와주 브카시에 15,000대 규모의 공장을 건설했다. 1997년, 제너럴 모터스는 이 회사를 전적으로 통제하게 되었다. 신회사의 첫 현지 생산 제품은 오펠 벡트라(1994년)였으며, 이어서 오펠 옵티마와 오펠 블레이저 SUV가 1995년에 첫 우핸들 블레이저가 되었다. 2002년부터는 쉐보레 상표가 인도네시아에서 오펠을 대체했다.

#### 쉐보레

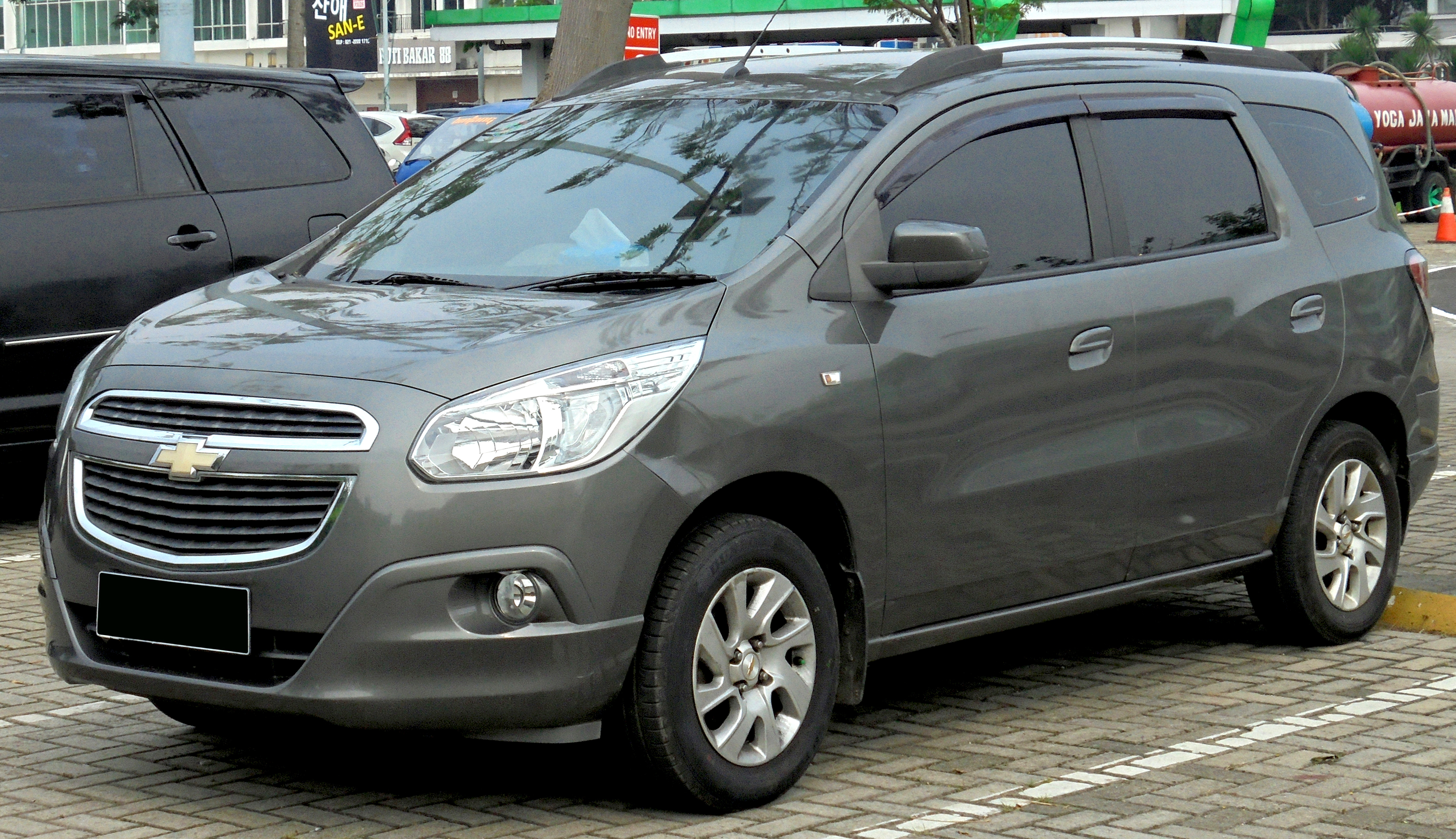
쉐보레는 2013년부터 2015년까지 인도네시아 브카시에서 스핀 MPV를 제조했다.

쉐보레는 1960년대까지 인도네시아에서 가장 인기 있는 브랜드 중 하나였다. 특히 210 시리즈가 잘 팔렸다. 이후 쉐보레 배지는 주로 쉐보레 LUV 및 트루퍼와 같은 다양한 이스즈 제품에 사용되었다.
이 브랜드는 2001년 인도네시아에 이스즈 판터의 리뱃징 버전인 쉐보레 타베라와 수입된 자피라 및 블레이저 V6 4x4로 재도입되었다. 2002년, 현지 조립된 오펠 블레이저는 쉐보레 블레이저로 이름이 바뀌었다. 이 차량은 GM 오토월드로 알려진 GM 딜러를 통해 판매되었으며, 2002년부터 스바루 포레스터와 임프레자도 판매되었다.
2005년, GM은 인도네시아에서 블레이저 생산을 중단하여 브카시 제조 공장을 사실상 휴면 상태로 만들었다. 이후 GM은 쉐보레 엠블럼이 부착된 대우차를 태국과 한국에서 수입하여 판매했다. 2013년에는 동남아시아 시장을 위한 쉐보레 스핀 MPV를 제조하기 위해 공장이 재개장되었다. 재개장 전에 GM은 브카시 공장이 인도네시아 및 동남아시아에서 GM의 성장 전략의 중요한 부분이라고 밝혔다. 공장의 위치는 GM의 "판매하는 곳에서 건설하고, 건설하는 곳에서 조달한다"는 철학에 부합했다. 이 공장은 2015년에 폐쇄되었고, 500명의 직원 전원이 해고되었다. 쉐보레 차량은 이후 2020년까지 수입되었다.

### 마쓰다 (1985년~1998년)
마쓰다는 1960년대 수입 브랜드로 인도네시아 시장에 처음 진출했다. 1985년, 인도모빌은 전액 출자 공장을 통해 인도네시아에서 마쓰다 차량을 제조하기 시작했으며, 또 다른 인도모빌 자회사인 PT 내셔널 모터스(현재 PT 유니코어 프리마 모터)를 통해 유통되었다. 1989년, 인도모빌은 스미토모 상사와 함께 PT 마쓰다 인도네시아 매뉴팩처링(MIM) 공장 건설을 합작투자로 시작했다. 이 공장은 3세대 마쓰다 323 패밀리아를 기반으로 한 마쓰다 MR90을 제조할 예정이었다. 수하르토 대통령의 지원을 받아 MR90은 토요타 키장과 직접 경쟁하기 위한 '국민차'로 지정되었다. MR90은 '모빌 락얏 1990'('1990년대 국민차')의 약자로, 1990년 7월경에 차량이 출시되었기 때문이다. 차량의 경쟁력 있는 가격을 달성하기 위해, 그리고 수하르토의 지원을 받아 인도모빌은 정부에 30%의 사치품세 철폐를 요청했다. 이 제안은 '국민차' 규정의 부재와 차량이 세단으로 분류되어 사치품으로만 간주될 수 있다는 점을 들어 재무부에 의해 예상치 못하게 거부되었다. 그 결과, 차량이 토요타 키장보다 훨씬 비싸게 책정되면서 판매량은 예상보다 훨씬 낮았다. 마쓰다 MR90은 나중에 마쓰다 밴트렌드와 마쓰다 베이비 부머로 개정 및 개명되어 판매량 개선을 기대했다. 1998년, PT MIM은 동남아시아 금융 위기 와중에 파산했고, 탐분 공장은 스즈키에 매각되었다.
1998년부터 2006년까지 마쓰다 차량은 PT 유니코어 프리마 모터에 의해 수입 및 유통되었으며, 이후 마쓰다 자동차가 유통을 인수하여 PT 마쓰다 모터 인도네시아를 유일한 수입 및 유통업체로 설립했다. 이 인수는 1996년에 도입된 현지 조립 마쓰다 E2000의 생산 종료를 알렸으며, PT 유니코어 프리마 모터는 체리 자동차 유통업체로 전환되었다. 마쓰다 모터 인도네시아는 스즈키제 마쓰다 VX-1 (스즈키 에르티가의 리뱃징)을 제외하고 일본, 태국, 필리핀에서 차량을 수입하는 데만 의존했다.
2017년, 마쓰다 자동차는 인도네시아 사업을 PT 유로카스 모터 인도네시아로 이전했다. 마쓰다는 계속 수입 브랜드로 남아 일본, 태국, 말레이시아에서 마쓰다 차량을 조달한다.

### 티모르 (1996년~2000년)

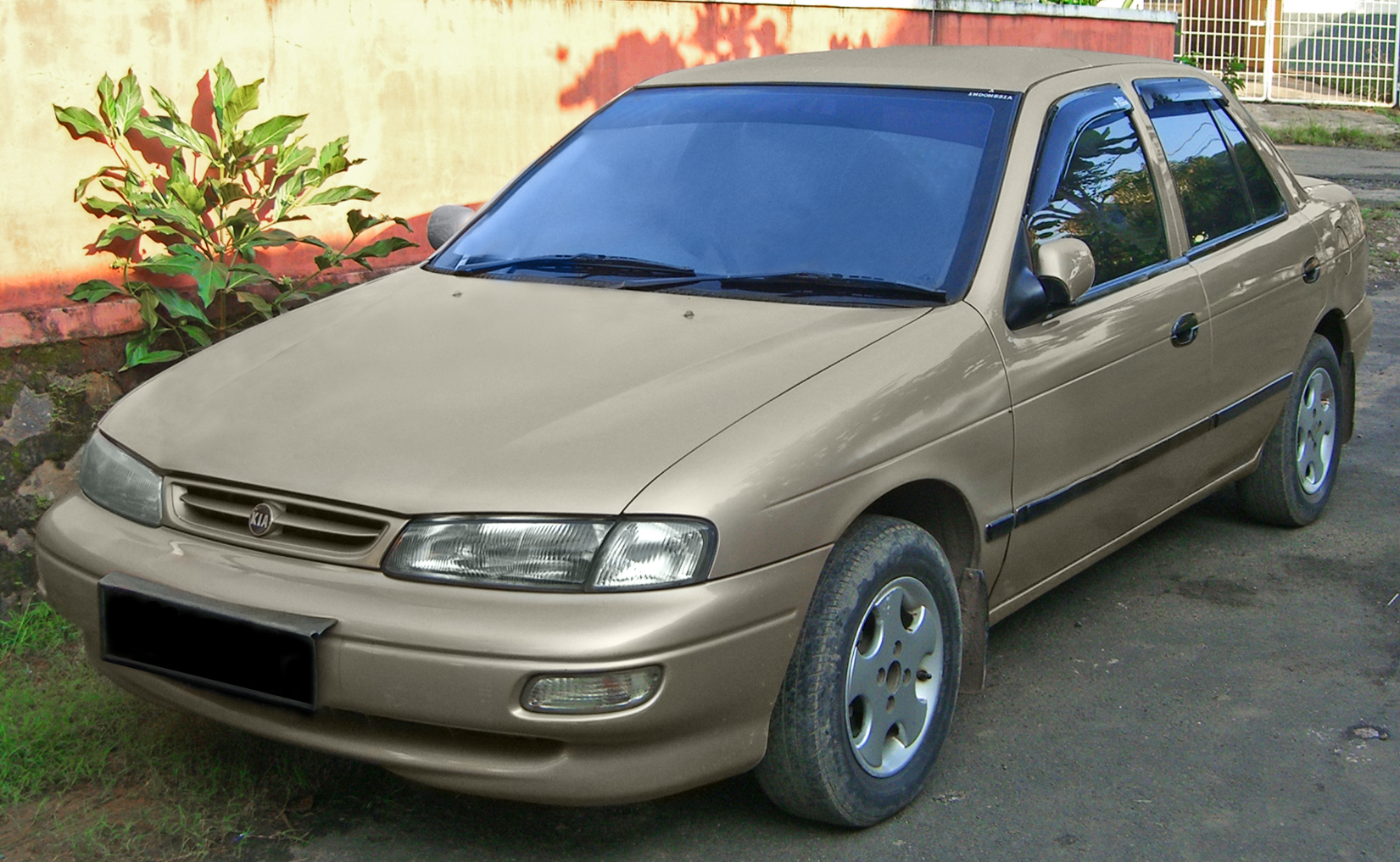
티모르 S515

1996년, 산업무역부는 국민차 산업 개발에 관한 대통령 훈령(Inpress) 제2호 1996년을 발표하며, 산업무역부 장관, 재무부 장관, 투자자금 동원 담당 국무부 장관에게 국민차 산업을 즉시 실현할 것을 지시했다. 또한 이 훈령은 수하르토 대통령의 아들인 후토모 만달라 푸트라가 소유한 PT 티모르 푸트라 나시오날(TPN)이 이를 선도하는 회사로 명시되었다. TPN은 사치세가 면제되는 유일한 자동차 제조사였다. TPN은 기아와 협력하여 기아 세피아 세단을 세미 노크다운(SKD) 방식으로 티모르 S515i로 수입했다. 이 세단은 1996년 7월 8일에 출시되었다. 낮은 가격 덕분에 이 차량은 인도네시아에서 빠르게 인기를 얻었다.
그러나 일본, 미국, 유럽 공동체 등 여러 국가들은 국민차 프로그램과 티모르 자동차의 특권에 즉각 항의했다. 이로 인해 세계무역기구에 소송이 제기되었다. 이 프로그램은 1998년 WTO의 분쟁 해결 기구에 의해 WTO 규정에 부합하지 않는다고 선언되었다. "국민차 프로그램"이 국내 제품 사용을 조건으로 하는 보조금에 해당하여 세계무역기구 보조금 및 상계 관세 협정을 위반했음이 입증되었다. 이에 따라 이 회사는 1998년 1월 21일 발표된 대통령령(Keppres) 제20호 1998호에 의해 사업을 중단해야 했다.

### 볼보

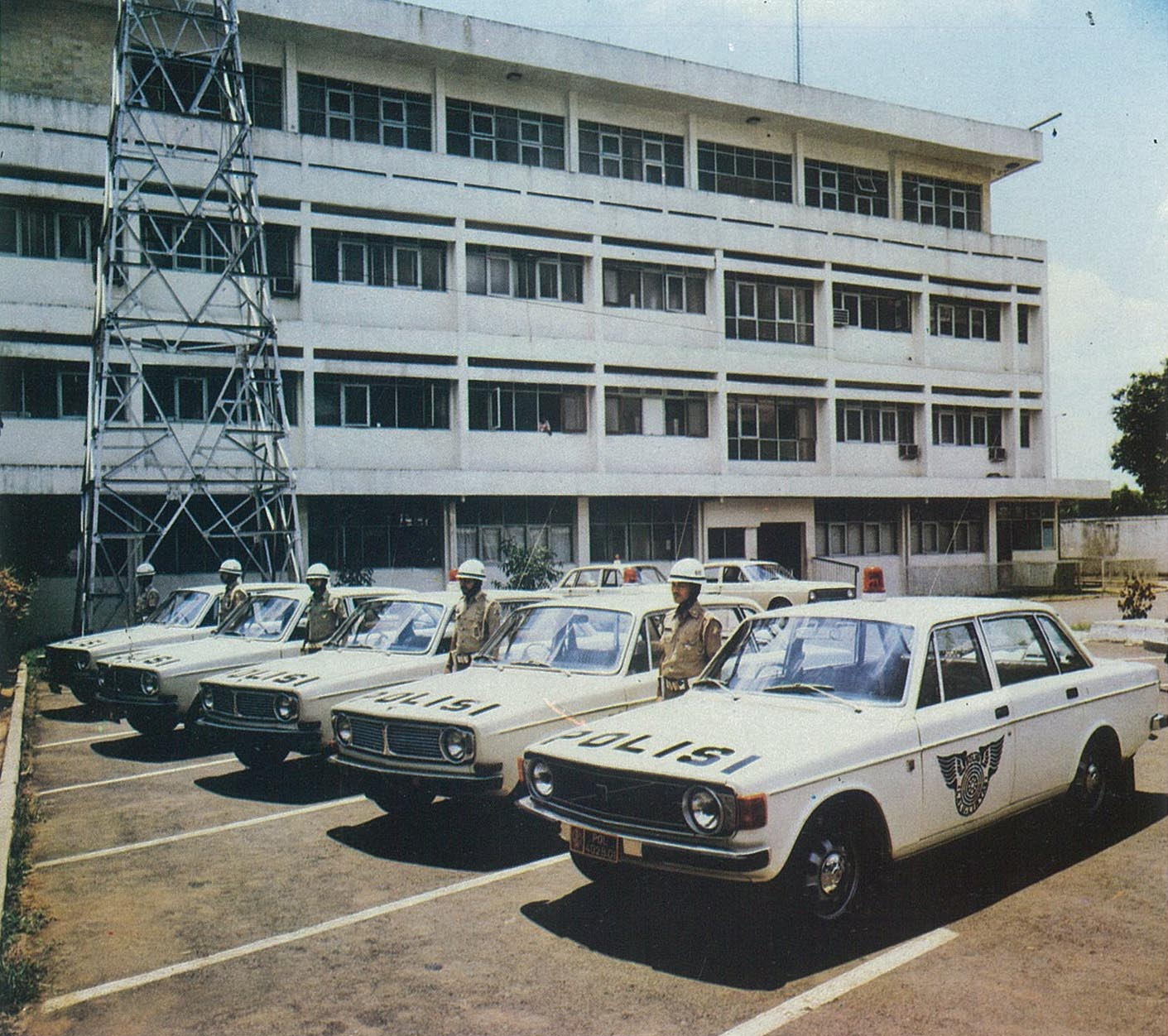
1976년 경찰차로 사용되던 볼보 144 차량들. 이는 리엠과 인도네시아 정부 간의 긴밀한 관계의 결과였다.

볼보 자동차는 리엠 시오에 리옹의 PT 센트럴 솔 에이전시가 1971년 독점 판매권을 획득한 이래로 인도네시아에 정기적으로 수입되었다. 1975년에는 산업 정책에 따라 차량을 현지에서 조립해야 했고, 리엠은 아들 앨버트가 운영하는 PT 살림 자야 모터라는 합작투자 회사를 설립하여 이에 대응했다. 소수의 대형 트럭도 수입되었다. 그들은 두 가지 볼보 모델을 조립했고, 군 및 정부 관리들을 대상으로 꾸준한 시장을 형성했다. 하지만 이 합작투자는 여전히 손실을 보았는데, 부분적으로는 수하르토 시대에 정부 관리들로부터 돈을 거두는 데 어려움이 있었기 때문이었다. 정부의 호의에도 불구하고 판매량은 결코 크지 않았다. 1976년부터 1985년까지 인도네시아에서는 단 1015대의 볼보 승용차(그리고 201대의 대형 트럭)만 조립되었다.
살림 그룹은 2017년 현재 PT 인도트럭 우타마라는 회사를 통해 볼보 트럭, 버스, 건설 장비를 계속 수입하고 있다.

## 사치품세 분류
인도네시아는 엔진 배기량과 차체 유형에 따라 사치세 (인도네시아어: Pajak Penjualan atas Barang Mewah (PPnBM))를 부과한다. 분류에 치수는 사용되지 않지만, 세단과 스테이션 왜건 차체 유형에는 다르게 과세된다. 이 세금 제도는 2021년 10월 배출가스 기반 분류로 대체되었다.
뒷창문이 뒷 트렁크 개방부의 일부가 아닌 경우 차량은 세단으로 간주된다.
2021년 10월까지 사용된 분류
| 사치품 세금 비율 | 엔진 배기량                           | 구동 방식                        | 차체 유형                        |
| ---------------- | ------------------------------------- | -------------------------------- | -------------------------------- |
| 0%               | 본문: 저가 친환경차 (인도네시아)      | 본문: 저가 친환경차 (인도네시아) | 본문: 저가 친환경차 (인도네시아) |
| 10%              | ≤1.5 L                                | 2WD                              | 세단 및 스테이션 왜건 제외       |
| 10%              | 모든 용량                             | 모든 구동 방식                   | 10-15인승 미니버스               |
| 20%              | >1.5–3.0 L (가솔린) >1.5–2.5 L (디젤) | 2WD                              | 세단 및 스테이션 왜건 제외       |
| 20%              | 모든 용량                             | 모든 구동 방식                   | 더블 캡 픽업                     |
| 30%              | ≤1.5 L                                | 2WD                              | 세단 및 스테이션 왜건            |
| 30%              | ≤1.5 L                                | 4WD                              | 세단 및 스테이션 왜건 제외       |
| 40%              | >1.5–3.0 L (가솔린)                   | 2WD                              | 세단 및 스테이션 왜건            |
| 40%              | >1.5–2.5 L (디젤)                     | 2WD                              | 세단 및 스테이션 왜건            |
| 40%              | >2.5–3.0 L (가솔린)                   | 2WD                              | 세단 및 스테이션 왜건 제외       |
| 40%              | >1.5–2.5 L (디젤)                     | 4WD                              | 모든 차체 유형                   |
| 40%              | >1.5–3.0 L (가솔린)                   | 4WD                              | 모든 차체 유형                   |
| 125%             | >2.5 L (디젤) >3.0 L (가솔린)         | 모든 구동 방식                   | 모든 차체 유형                   |

## 활성 제조 시설
인도네시아의 자동차 제조 시설은 현재 자와섬 서부에 집중되어 있으며, 주로 자카르타-치카랑 고속도로 회랑의 브카시 및 카라왕에 위치한 산업 단지에 있다.
| 인도네시아의 현역 자동차 제조 공장 목록          | 인도네시아의 현역 자동차 제조 공장 목록 | 인도네시아의 현역 자동차 제조 공장 목록 | 인도네시아의 현역 자동차 제조 공장 목록 | 인도네시아의 현역 자동차 제조 공장 목록 | 인도네시아의 현역 자동차 제조 공장 목록 | 인도네시아의 현역 자동차 제조 공장 목록 |
| 이름                                             | 설립                                    | 위치                                    | 생산                                    | 생산                                    | 생산 | 수출                                    |
| 이름                                             | 설립                                    | 위치                                    | 운영 범위                               | 제조사                                  | 생산 모델 (2025년 기준) | 수출                                    |
| ------------------------------------------------ | --------------------------------------- | --------------------------------------- | --------------------------------------- | --------------------------------------- | --- | --------------------------------------- |
| 아스트라 다이하쓰 모터 (ADM)                     | 1998                                    | 순터, 북자카르타, 자카르타              | 제조                                    | 다이하쓰                                | - 그란 맥스 (2007년–) - 럭시오 (2009년–) | 예                                      |
| 아스트라 다이하쓰 모터 (ADM) 공장 1              | 2013                                    | 카라왕 군, 서자와주                     | 제조                                    | 다이하쓰                                | - 시그라 (2016년–) - 테리오스 (2019년–) - 록키 (2021년–) | 예                                      |
| 아스트라 다이하쓰 모터 (ADM) 공장 1              | 2013                                    | 카라왕 군, 서자와주                     | 제조                                    | 토요타                                  | - 칼야 (2016년–) - 러시 (2019년–) - 라이즈 (2021년–) | 예                                      |
| 아스트라 다이하쓰 모터 (ADM) 공장 2              | 2025                                    | 카라왕 군, 서자와주                     | 제조                                    | 다이하쓰                                | - 아일라 (2025년–) - 세니아 (2025년–) | 예                                      |
| 아스트라 다이하쓰 모터 (ADM) 공장 2              | 2025                                    | 카라왕 군, 서자와주                     | 제조                                    | 토요타                                  | - 아기야 (2025년–) - 아반자 (2025년–) | 예                                      |
| 비야디 모터 인도네시아 (BMI)                     | 2026                                    | 수방 군, 서자와주                       | 제조                                    | 비야디                                  | 계획 중 | 예                                      |
| 다임러 상용차 제조 인도네시아 (DCVMI)            | 2025                                    | 치카랑, 브카시 군, 서자와주             | 제조                                    | 메르세데스-벤츠                         | - 엑소르 (2025년–) | 예                                      |
| 유로카스 프로덕시 프라타마 (EPP)                 | 2025                                    | 서자와주                                | 조립                                    | 마쓰다                                  | 계획 중 | 아니오                                  |
| 가야 모터                                        | 1969                                    | 탄중 프리옥, 북자카르타, 자카르타       | 조립                                    | BMW                                     | - 3 시리즈 (1993년–) - X1 (2011년–) - X3 (2015년–) - X5 (2015년–) - 5 시리즈 (2016년–) - 7 시리즈 (2016년–) - X7 (2021년–) - 2 시리즈 그란 쿠페 (2022년–)                                | 아니오                                  |
| 가야 모터                                        | 1969                                    | 탄중 프리옥, 북자카르타, 자카르타       | 조립                                    | 미니                                    | - 컨트리맨 (2018년–) | 아니오                                  |
| 가야 모터                                        | 1969                                    | 탄중 프리옥, 북자카르타, 자카르타       | 조립                                    | UD트럭                                  | - 퀘스터 (2016년–) | 아니오                                  |
| 한달 인도네시아 모터 (HIM) 공장 1                | 1995                                    | 폰독 운구, 브카시 시, 서자와주          | 조립                                    | 체리                                    | - 티고 8 (2022년–) - C5 (2023년–) - E5 (2023년–) - J6 (2024년–) - 티고 크로스 (2025년–) - 티고 9 (2025년–)                                                                               | 예                                      |
| 한달 인도네시아 모터 (HIM) 공장 1                | 1995                                    | 폰독 운구, 브카시 시, 서자와주          | 조립                                    | 네타                                    | - V-II (2024년–) - X (2024년–) | 예                                      |
| 한달 인도네시아 모터 (HIM) 공장 1                | 1995                                    | 폰독 운구, 브카시 시, 서자와주          | 조립                                    | 제투어                                  | - 대싱 (2024년–) - X70 플러스 (2024년–) | 예                                      |
| 한달 인도네시아 모터 (HIM) 공장 1                | 1995                                    | 폰독 운구, 브카시 시, 서자와주          | 조립                                    | 재쿠                                    | - J7 (2025년–) - J8 (2025년–) - J5 EV (2025년–) | 예                                      |
| 한달 인도네시아 모터 (HIM) 공장 2                | 2025                                    | 푸르와카르타 군, 서자와주               | 조립                                    | 알레트라                                | - L8 EV (2025년–) | 아니오                                  |
| 한달 인도네시아 모터 (HIM) 공장 2                | 2025                                    | 푸르와카르타 군, 서자와주               | 조립                                    | 베이징 자동차                           | - BJ40 플러스 (2025년–) | 아니오                                  |
| 한달 인도네시아 모터 (HIM) 공장 2                | 2025                                    | 푸르와카르타 군, 서자와주               | 조립                                    | 샤오펑                                  | - X9 (2025년–) - G6 (2025년–) | 아니오                                  |
| 한달 인도네시아 모터 (HIM) 공장 2                | 2025                                    | 푸르와카르타 군, 서자와주               | 조립                                    | 폴리트론                                | - G3 (2025년–) | 아니오                                  |
| 한달 인도네시아 모터 (HIM) 공장 2                | 2025                                    | 푸르와카르타 군, 서자와주               | 조립                                    | 지리                                    | - EX5 (2025년–) | 아니오                                  |
| 히노 자동차 제조 인도네시아 (HMMI)               | 2003                                    | 푸르와카르타 군, 서자와주               | 제조                                    | 히노                                    | - 300 시리즈 (2003년–) - 500 시리즈 (2003년–) - 700 시리즈 (2003년–) | 예                                      |
| 히노 자동차 제조 인도네시아 (HMMI)               | 2003                                    | 푸르와카르타 군, 서자와주               | 제조                                    | 토요타                                  | - 다이나 (2009년–) | 예                                      |
| 혼다 프로스펙트 모터 (HPM) 공장 1                | 2003                                    | 카라왕 군, 서자와주                     | 제조                                    | 혼다                                    | - 브리오 (2013년–) - HR-V (2015년–) | 예                                      |
| 혼다 프로스펙트 모터 (HPM) 공장 2                | 2014                                    | 카라왕 군, 서자와주                     | 제조                                    | 혼다                                    | - BR-V (2016년–) - 시티 해치백 (2021년–) - WR-V (2022년–) | 예                                      |
| 현대자동차 인도네시아 제조법인 (HMMI)            | 2022                                    | 치카랑, 브카시 군, 서자와주             | 제조                                    | 현대                                    | - 크레타 (2022년–) - 아이오닉 5 (2022년–) - 싼타페 (2022년–) - 스타게이저 (2022년–) - 스타게이저 X (2023년–) - 코나 일렉트릭 (2024년–)                                                   | 예                                      |
| 인치케이프 인도모빌 매뉴팩처링 인도네시아 (IIMI) | 1978                                    | 와나헤랑, 보고르 군, 서자와주           | 조립                                    | 메르세데스-벤츠                         | - C 클래스 (1994년–) - E 클래스 (1994년–) - S 클래스 (2000년–) - GLC (2016년–) - GLE (2016년–) - GLS (2016년–) - A 클래스 (2021년–) - GLA (2021년–)                                      | 아니오                                  |
| 인치케이프 인도모빌 매뉴팩처링 인도네시아 (IIMI) | 1978                                    | 와나헤랑, 보고르 군, 서자와주           | 조립                                    | 하발                                    | - 졸리온 (2024년–) | 아니오                                  |
| 이스즈 아스트라 모터 인도네시아 (IAMI)           | 2015                                    | 카라왕 군, 서자와주                     | 제조                                    | 이스즈                                  | - 엘프 (2015년–) - 기가 (2015년–) - 트라가 (2018년–) | 예                                      |
| 크라마 유다 라투 모터 (KRM)                      | 1973                                    | 풀로 가동, 동자카르타, 자카르타         | 제조                                    | 후소                                    | - 캔터 (??–) - 파이터 X (??–) | 예                                      |
| 미쓰비시 자동차 크라마 유다 인도네시아 (MMKI)    | 2017                                    | 치카랑, 브카시 군, 서자와주             | 제조                                    | 미쓰비시                                | - 파제로 스포츠 (2017년–) - 엑스팬더 (2017년–) - 콜트 L300 (2018년–) - 엑스팬더 크로스 (2019년–) - 엑스포스 (2023년–) - L100 EV (2023년–) - 데스티네이터 (2025년–)                       | 예                                      |
| 미쓰비시 자동차 크라마 유다 인도네시아 (MMKI)    | 2017                                    | 치카랑, 브카시 군, 서자와주             | 제조                                    | 닛산                                    | - 리비나 (2019년–) | 예                                      |
| 내셔널 어셈블러즈 공장 1                         | 2019                                    | 푸르와카르타 군, 서자와주               | 조립                                    | 맥서스                                  | - 미파 7 (2025년–) - 미파 9 (2025년–) | 아니오                                  |
| 내셔널 어셈블러즈 공장 1                         | 2019                                    | 푸르와카르타 군, 서자와주               | 조립                                    | 시트로엥                                | - ë-C3 (2025년–) | 아니오                                  |
| 내셔널 어셈블러즈 공장 2                         | 2025                                    | 푸르와카르타 군, 서자와주               | 조립                                    | GAC 아이온                              | - V (2025년–) | 예                                      |
| SGMW 모터 인도네시아 (SGMW)                      | 2017                                    | 치카랑, 브카시 군, 서자와주             | 제조                                    | 우링                                    | - 콘페로 (2017년–) - 코르테즈 (2018년–) - 포르모 (2018년–) - 알마즈 (2019년–) - 에어 EV (2022년–) - 알베즈 (2023년–) - 빙구오 EV (2023년–) - 클라우드 EV (2024년–) - 미트라 EV (2025년–) | 예                                      |
| SGMW 모터 인도네시아 (SGMW)                      | 2017                                    | 치카랑, 브카시 군, 서자와주             | 제조                                    | MG                                      | - 4 EV (2024년–) - ZS EV (2024년–) | 예                                      |
| 소콘인도 오토모빌                                | 2017                                    | 치칸데, 세랑 군, 반튼주                 | 제조                                    | DFSK                                    | - 슈퍼 캡 (2017년–) - 젤로라 (2020년–) - 젤로라 E (2023년–) | 예                                      |
| 소콘인도 오토모빌                                | 2017                                    | 치칸데, 세랑 군, 반튼주                 | 제조                                    | 세레스                                  | - E1 (2023년–) - 3 (2025년–) | 예                                      |
| 스즈키 인도모빌 모터 (SIM) 공장 1                | 1991                                    | 탐분, 브카시 시, 서자와주               | 제조                                    | 스즈키                                  | - 캐리 (1991년–) - APV (2004년–) | 예                                      |
| 스즈키 인도모빌 모터 (SIM) 공장 2                | 2015                                    | 치카랑, 브카시 군, 서자와주             | 제조                                    | 스즈키                                  | - 에르티가 (2015년–) - XL7 (2020년–) - 프론엑스 (2025년–) | 예                                      |
| 토요타 자동차 제조 인도네시아 (TMMIN) 공장 1     | 1998                                    | 카라왕 군, 서자와주                     | 제조                                    | 토요타                                  | - 이노바 (2004년–) - 포르투너 (2007년–) - bZ4X (2025년–) | 예                                      |
| 토요타 자동차 제조 인도네시아 (TMMIN) 공장 2     | 2013                                    | 카라왕 군, 서자와주                     | 제조                                    | 토요타                                  | - 야리스 (2014년–) - 칼야 (2019년–) - 아반자 (2021년–) - 벨로즈 (2021년–) - 야리스 크로스 (2023년–)                                                                                      | 예                                      |
| 빈패스트 오토모빌 인도네시아 (VAI)               | 2025                                    | 수방 군, 서자와주                       | 제조                                    | 빈패스트                                | 계획 중 | 예                                      |

## 통계

### 역사적 통계

#### 판매 순위
| 인도네시아 베스트셀러 모델 Top 10 (승용차 및 경상용차), 1990–2024 출처: BSCB, GAIKINDO | 인도네시아 베스트셀러 모델 Top 10 (승용차 및 경상용차), 1990–2024 출처: BSCB, GAIKINDO | 인도네시아 베스트셀러 모델 Top 10 (승용차 및 경상용차), 1990–2024 출처: BSCB, GAIKINDO | 인도네시아 베스트셀러 모델 Top 10 (승용차 및 경상용차), 1990–2024 출처: BSCB, GAIKINDO | 인도네시아 베스트셀러 모델 Top 10 (승용차 및 경상용차), 1990–2024 출처: BSCB, GAIKINDO | 인도네시아 베스트셀러 모델 Top 10 (승용차 및 경상용차), 1990–2024 출처: BSCB, GAIKINDO | 인도네시아 베스트셀러 모델 Top 10 (승용차 및 경상용차), 1990–2024 출처: BSCB, GAIKINDO | 인도네시아 베스트셀러 모델 Top 10 (승용차 및 경상용차), 1990–2024 출처: BSCB, GAIKINDO | 인도네시아 베스트셀러 모델 Top 10 (승용차 및 경상용차), 1990–2024 출처: BSCB, GAIKINDO | 인도네시아 베스트셀러 모델 Top 10 (승용차 및 경상용차), 1990–2024 출처: BSCB, GAIKINDO | 인도네시아 베스트셀러 모델 Top 10 (승용차 및 경상용차), 1990–2024 출처: BSCB, GAIKINDO |
| 연도 | 모델 및 순위                                                                           | 모델 및 순위                                                                           | 모델 및 순위                                                                           | 모델 및 순위                                                                           | 모델 및 순위                                                                           | 모델 및 순위                                                                           | 모델 및 순위                                                                           | 모델 및 순위                                                                           | 모델 및 순위                                                                           | 모델 및 순위                                                                           |
| 연도 | 1위                                                                                    | 2위                                                                                    | 3위                                                                                    | 4위                                                                                    | 5위                                                                                    | 6위                                                                                    | 7위                                                                                    | 8위                                                                                    | 9위                                                                                    | 10위                                                                                   |
| --- | -------------------------------------------------------------------------------------- | -------------------------------------------------------------------------------------- | -------------------------------------------------------------------------------------- | -------------------------------------------------------------------------------------- | -------------------------------------------------------------------------------------- | -------------------------------------------------------------------------------------- | -------------------------------------------------------------------------------------- | -------------------------------------------------------------------------------------- | -------------------------------------------------------------------------------------- | -------------------------------------------------------------------------------------- |
| 1990 | 토요타 키장                                                                            | 다이하쓰 제브라                                                                        | 스즈키 캐리                                                                            | 스즈키 카타나                                                                          | 혼다 시빅                                                                              | 토요타 코롤라                                                                          | 다이하쓰 록키                                                                          | 혼다 어코드                                                                            | 다이하쓰 하이라인                                                                      | 미쓰비시 콜트 L300                                                                     |
| 1991 | 토요타 키장                                                                            | 스즈키 캐리                                                                            | 다이하쓰 제브라                                                                        | 미쓰비시 콜트 T120SS                                                                   | 이스즈 판터                                                                            | 스즈키 카타나                                                                          | 다이하쓰 록키                                                                          | 혼다 시빅                                                                              | 다이하쓰 하이라인                                                                      | 토요타 스타렛                                                                          |
| 1992 | 토요타 키장                                                                            | 스즈키 캐리                                                                            | 이스즈 판터                                                                            | 다이하쓰 제브라                                                                        | 미쓰비시 콜트 T120SS                                                                   | 스즈키 카타나                                                                          | 다이하쓰 록키                                                                          | 토요타 코롤라                                                                          | 혼다 시빅                                                                              | 스즈키 비타라                                                                          |
| 1993 | 토요타 키장                                                                            | 스즈키 캐리                                                                            | 이스즈 판터                                                                            | 다이하쓰 제브라                                                                        | 미쓰비시 콜트 T120SS                                                                   | 미쓰비시 콜트 L300                                                                     | 스즈키 카타나                                                                          | 스즈키 비타라                                                                          | 다이하쓰 록키                                                                          | 토요타 코롤라                                                                          |
| 1994 | 토요타 키장                                                                            | 스즈키 캐리                                                                            | 이스즈 판터                                                                            | 다이하쓰 제브라                                                                        | 다이하쓰 페로자                                                                        | 미쓰비시 콜트 T120SS                                                                   | 미쓰비시 콜트 L300                                                                     | 스즈키 비타라                                                                          | 토요타 코롤라                                                                          | 혼다 어코드                                                                            |
| 1995 | 토요타 키장                                                                            | 스즈키 캐리                                                                            | 이스즈 판터                                                                            | 다이하쓰 제브라                                                                        | 다이하쓰 페로자                                                                        | 미쓰비시 콜트 T120SS                                                                   | 미쓰비시 콜트 L300                                                                     | 스즈키 비타라                                                                          | 토요타 코롤라                                                                          | 다이하쓰 하이라인                                                                      |
| 1996 | 토요타 키장                                                                            | 스즈키 캐리                                                                            | 이스즈 판터                                                                            | 다이하쓰 제브라                                                                        | 미쓰비시 콜트 T120SS                                                                   | 미쓰비시 콜트 L300                                                                     | 스즈키 비타라                                                                          | 티모르 S5                                                                              | 토요타 코롤라                                                                          | 스즈키 카타나                                                                          |
| 1997 | 토요타 키장                                                                            | 이스즈 판터                                                                            | 스즈키 캐리                                                                            | 다이하쓰 제브라                                                                        | 티모르 S5                                                                              | 미쓰비시 콜트 T120SS                                                                   | 미쓰비시 콜트 L300                                                                     | 스즈키 발레노                                                                          | 스즈키 비타라                                                                          | 스즈키 카타나                                                                          |
| 1998 | 토요타 키장                                                                            | 이스즈 판터                                                                            | 스즈키 캐리                                                                            | 티모르 S5                                                                              | 다이하쓰 제브라                                                                        | 미쓰비시 콜트 L300                                                                     | 미쓰비시 콜트 T120SS                                                                   | 스즈키 발레노                                                                          | 다이하쓰 페로자                                                                        | 포드 레이저                                                                            |
| 1999 | 토요타 키장                                                                            | 이스즈 판터                                                                            | 스즈키 캐리                                                                            | 미쓰비시 쿠다                                                                          | 다이하쓰 타루나                                                                        | 미쓰비시 콜트 L300                                                                     | 미쓰비시 콜트 T120SS                                                                   | 티모르 S5                                                                              | 오펠 블레이저                                                                          | 스즈키 비타라                                                                          |
| 2000 | 토요타 키장                                                                            | 스즈키 캐리                                                                            | 이스즈 판터                                                                            | 다이하쓰 타루나                                                                        | 미쓰비시 쿠다                                                                          | 미쓰비시 콜트 L300                                                                     | 토요타 솔루나                                                                          | 티모르 S5                                                                              | 스즈키 발레노                                                                          | 다이하쓰 제브라                                                                        |
| 2001 | 토요타 키장                                                                            | 스즈키 캐리                                                                            | 이스즈 판터                                                                            | 미쓰비시 콜트 L300                                                                     | 미쓰비시 콜트 T120SS                                                                   | 다이하쓰 타루나                                                                        | 다이하쓰 제브라                                                                        | 토요타 솔루나                                                                          | 미쓰비시 쿠다                                                                          | 혼다 CR-V                                                                              |
| 2002 | 토요타 키장                                                                            | 스즈키 캐리                                                                            | 이스즈 판터                                                                            | 미쓰비시 콜트 T120SS                                                                   | 미쓰비시 콜트 L300                                                                     | 미쓰비시 쿠다                                                                          | 다이하쓰 제브라                                                                        | 다이하쓰 타루나                                                                        | 토요타 솔루나                                                                          | 혼다 CR-V                                                                              |
| 2003 | 토요타 키장                                                                            | 스즈키 캐리                                                                            | 미쓰비시 콜트 T120SS                                                                   | 이스즈 판터                                                                            | 미쓰비시 콜트 L300                                                                     | 다이하쓰 제브라                                                                        | 혼다 CR-V                                                                              | 미쓰비시 쿠다                                                                          | 혼다 시티                                                                              | 다이하쓰 타루나                                                                        |
| 2004 | 토요타 키장 이노바                                                                     | 스즈키 캐리                                                                            | 토요타 아반자                                                                          | 혼다 재즈                                                                              | 다이하쓰 세니아                                                                        | 미쓰비시 콜트 T120SS                                                                   | 다이하쓰 제브라                                                                        | 미쓰비시 콜트 L300                                                                     | 이스즈 판터                                                                            | 토요타 비오스                                                                          |
| 2005 | 토요타 키장 이노바                                                                     | 토요타 아반자                                                                          | 스즈키 캐리                                                                            | 혼다 재즈                                                                              | 스즈키 APV                                                                             | 다이하쓰 세니아                                                                        | 미쓰비시 콜트 T120SS                                                                   | 미쓰비시 콜트 L300                                                                     | 이스즈 판터                                                                            | 다이하쓰 제브라                                                                        |
| 2006 | 토요타 아반자                                                                          | 토요타 키장 이노바                                                                     | 스즈키 캐리                                                                            | 다이하쓰 세니아                                                                        | 혼다 재즈                                                                              | 스즈키 APV                                                                             | 이스즈 판터                                                                            | 토요타 야리스                                                                          | 미쓰비시 콜트 L300                                                                     | 다이하쓰 제브라                                                                        |
| 2007 | 토요타 아반자                                                                          | 토요타 키장 이노바                                                                     | 다이하쓰 세니아                                                                        | 스즈키 캐리                                                                            | 다이하쓰 테리오스                                                                      | 토요타 러시                                                                            | 혼다 재즈                                                                              | 닛산 리비나                                                                            | 스즈키 APV                                                                             | 미쓰비시 콜트 L300                                                                     |
| 2008 | 토요타 아반자                                                                          | 토요타 키장 이노바                                                                     | 다이하쓰 세니아                                                                        | 다이하쓰 그란 맥스                                                                     | 닛산 리비나                                                                            | 혼다 재즈                                                                              | 스즈키 캐리                                                                            | 스즈키 APV                                                                             | 혼다 CR-V                                                                              | 미쓰비시 콜트 L300                                                                     |
| 2009 | 토요타 아반자                                                                          | 다이하쓰 세니아                                                                        | 토요타 키장 이노바                                                                     | 스즈키 캐리                                                                            | 혼다 재즈                                                                              | 다이하쓰 그란 맥스                                                                     | 닛산 리비나                                                                            | 다이하쓰 테리오스                                                                      | 토요타 러시                                                                            | 스즈키 APV                                                                             |
| 2010 | 토요타 아반자                                                                          | 다이하쓰 세니아                                                                        | 토요타 키장 이노바                                                                     | 스즈키 캐리                                                                            | 다이하쓰 그란 맥스                                                                     | 닛산 리비나                                                                            | 혼다 재즈                                                                              | 미쓰비시 콜트 L300                                                                     | 토요타 러시                                                                            | 스즈키 APV                                                                             |
| 2011 | 토요타 아반자                                                                          | 다이하쓰 세니아                                                                        | 토요타 키장 이노바                                                                     | 스즈키 캐리                                                                            | 닛산 리비나                                                                            | 다이하쓰 그란 맥스                                                                     | 미쓰비시 콜트 L300                                                                     | 토요타 러시                                                                            | 미쓰비시 T120SS                                                                        | 다이하쓰 테리오스                                                                      |
| 2012 | 토요타 아반자                                                                          | 다이하쓰 세니아                                                                        | 토요타 키장 이노바                                                                     | 다이하쓰 그란 맥스                                                                     | 스즈키 캐리                                                                            | 닛산 리비나                                                                            | 스즈키 에르티가                                                                        | 토요타 러시                                                                            | 토요타 야리스                                                                          | 미쓰비시 콜트 L300                                                                     |
| 2013 | 토요타 아반자                                                                          | 다이하쓰 세니아                                                                        | 토요타 키장 이노바                                                                     | 다이하쓰 그란 맥스                                                                     | 스즈키 에르티가                                                                        | 스즈키 캐리                                                                            | 닛산 리비나                                                                            | 토요타 러시                                                                            | 미쓰비시 콜트 T120SS                                                                   | 혼다 재즈                                                                              |
| 2014 | 토요타 아반자                                                                          | 혼다 모빌리오                                                                          | 토요타 아기야                                                                          | 다이하쓰 그란 맥스                                                                     | 토요타 키장 이노바                                                                     | 스즈키 캐리                                                                            | 스즈키 에르티가                                                                        | 다이하쓰 세니아                                                                        | 다이하쓰 아일라                                                                        | 미쓰비시 콜트 T120SS                                                                   |
| 2015 | 토요타 아반자                                                                          | 다이하쓰 그란 맥스                                                                     | 토요타 아기야                                                                          | 스즈키 캐리                                                                            | 혼다 브리오                                                                            | 토요타 키장 이노바                                                                     | 혼다 HR-V                                                                              | 다이하쓰 세니아                                                                        | 다이하쓰 아일라                                                                        | 스즈키 에르티가                                                                        |
| 2016 | 토요타 아반자                                                                          | 토요타 키장 이노바                                                                     | 다이하쓰 그란 맥스                                                                     | 토요타 칼야                                                                            | 혼다 브리오                                                                            | 토요타 아기야                                                                          | 다이하쓰 세니아                                                                        | 혼다 HR-V                                                                              | 다이하쓰 아일라                                                                        | 혼다 BR-V                                                                              |
| 2017 | 토요타 아반자                                                                          | 토요타 칼야                                                                            | 토요타 키장 이노바                                                                     | 다이하쓰 그란 맥스                                                                     | 혼다 브리오                                                                            | 다이하쓰 시그라                                                                        | 혼다 HR-V                                                                              | 다이하쓰 세니아                                                                        | 스즈키 에르티가                                                                        | 스즈키 캐리                                                                            |
| 2018 | 토요타 아반자                                                                          | 미쓰비시 엑스팬더                                                                      | 토요타 칼야                                                                            | 토요타 키장 이노바                                                                     | 혼다 브리오                                                                            | 다이하쓰 그란 맥스                                                                     | 토요타 러시                                                                            | 다이하쓰 시그라                                                                        | 스즈키 캐리                                                                            | 혼다 HR-V                                                                              |
| 2019 | 토요타 아반자                                                                          | 혼다 브리오                                                                            | 미쓰비시 엑스팬더                                                                      | 토요타 러시                                                                            | 토요타 칼야                                                                            | 스즈키 캐리                                                                            | 토요타 키장 이노바                                                                     | 다이하쓰 그란 맥스                                                                     | 다이하쓰 시그라                                                                        | 미쓰비시 콜트 L300                                                                     |
| 2020 | 혼다 브리오                                                                            | 스즈키 캐리                                                                            | 토요타 아반자                                                                          | 다이하쓰 그란 맥스                                                                     | 토요타 러시                                                                            | 토요타 키장 이노바                                                                     | 미쓰비시 엑스팬더                                                                      | 토요타 칼야                                                                            | 다이하쓰 시그라                                                                        | 미쓰비시 콜트 L300                                                                     |
| 2021 | 토요타 아반자                                                                          | 미쓰비시 엑스팬더                                                                      | 다이하쓰 그란 맥스                                                                     | 스즈키 캐리                                                                            | 토요타 러시                                                                            | 토요타 키장 이노바                                                                     | 혼다 브리오                                                                            | 다이하쓰 시그라                                                                        | 토요타 칼야                                                                            | 미쓰비시 콜트 L300                                                                     |
| 2022 | 혼다 브리오                                                                            | 토요타 아반자                                                                          | 스즈키 캐리                                                                            | 다이하쓰 시그라                                                                        | 미쓰비시 엑스팬더                                                                      | 다이하쓰 그란 맥스                                                                     | 토요타 키장 이노바                                                                     | 토요타 러시                                                                            | 토요타 칼야                                                                            | 토요타 벨로즈                                                                          |
| 2023 | 토요타 키장 이노바                                                                     | 혼다 브리오                                                                            | 다이하쓰 시그라                                                                        | 토요타 아반자                                                                          | 토요타 칼야                                                                            | 다이하쓰 그란 맥스                                                                     | 미쓰비시 엑스팬더                                                                      | 스즈키 캐리                                                                            | 토요타 러시                                                                            | 혼다 HR-V                                                                              |
| 2024 | 토요타 키장 이노바                                                                     | 토요타 아반자                                                                          | 다이하쓰 시그라                                                                        | 혼다 브리오                                                                            | 다이하쓰 그란 맥스                                                                     | 토요타 칼야                                                                            | 미쓰비시 엑스팬더                                                                      | 토요타 러시                                                                            | 스즈키 캐리                                                                            | 토요타 아기야                                                                          |
| | 1위                                                                                    | 2위                                                                                    | 3위                                                                                    | 4위                                                                                    | 5위                                                                                    | 6위                                                                                    | 7위                                                                                    | 8위                                                                                    | 9위                                                                                    | 10위                                                                                   |
| 참고: 1. 스즈키 비타라에는 에스쿠도와 사이드킥 포함 2. 스즈키 캐리는 메가 캐리 미포함 3. 다이하쓰 그란 맥스는 밴/패널 밴 모델 미포함 4. 닛산 리비나는 2열 리비나 및 3열 그랜드 리비나 포함 5. 혼다 브리오는 LCGC 브리오 사티아 포함 6. 미쓰비시 엑스팬더는 엑스팬더 크로스 포함 7. 토요타 아반자는 W100 시리즈 벨로즈 미포함 8. 토요타 키장 이노바는 AN140 시리즈 및 AG10 시리즈 포함 |                                                                                        |                                                                                        |                                                                                        |                                                                                        |                                                                                        |                                                                                        |                                                                                        |                                                                                        |                                                                                        |                                                                                        |
| 같이 보기 : 의 베스트셀러 모델 |                                                                                        |                                                                                        |                                                                                        |                                                                                        |                                                                                        |                                                                                        |                                                                                        |                                                                                        |                                                                                        |                                                                                        |

#### 산업 데이터
| 연도 | 도매 판매 | 소매 판매 | 생산량    | 수출 (CBU) |
| ---- | --------- | --------- | --------- | ---------- |
| 1990 | 223,547   | 자료 없음 | 자료 없음 | 자료 없음  |
| 1991 | 215,644   | 자료 없음 | 자료 없음 | 자료 없음  |
| 1992 | 150,221   | 자료 없음 | 자료 없음 | 자료 없음  |
| 1993 | 184,977   | 자료 없음 | 자료 없음 | 자료 없음  |
| 1994 | 279,228   | 자료 없음 | 자료 없음 | 자료 없음  |
| 1995 | 326,965   | 자료 없음 | 자료 없음 | 자료 없음  |
| 1996 | 278,416   | 자료 없음 | 자료 없음 | 자료 없음  |
| 1997 | 336,968   | 자료 없음 | 자료 없음 | 자료 없음  |
| 1998 | 53,412    | 자료 없음 | 자료 없음 | 자료 없음  |
| 1999 | 84,928    | 자료 없음 | 자료 없음 | 자료 없음  |
| 2000 | 289,747   | 자료 없음 | 자료 없음 | 자료 없음  |
| 2001 | 270,920   | 자료 없음 | 자료 없음 | 자료 없음  |
| 2002 | 288,553   | 자료 없음 | 자료 없음 | 자료 없음  |
| 2003 | 320,457   | 자료 없음 | 자료 없음 | 자료 없음  |
| 2004 | 441,912   | 자료 없음 | 자료 없음 | 9,572      |
| 2005 | 533,917   | 자료 없음 | 자료 없음 | 17,805     |
| 2006 | 318,904   | 자료 없음 | 자료 없음 | 30,974     |
| 2007 | 433,341   | 자료 없음 | 자료 없음 | 60,267     |
| 2008 | 603,774   | 자료 없음 | 자료 없음 | 100,982    |
| 2009 | 486,088   | 자료 없음 | 464,816   | 56,669     |
| 2010 | 764,710   | 자료 없음 | 702,508   | 85,769     |
| 2011 | 894,164   | 890,559   | 838,388   | 107,932    |
| 2012 | 1,116,230 | 1,098,331 | 1,052,895 | 173,371    |
| 2013 | 1,229,811 | 1,218,817 | 1,206,368 | 170,958    |
| 2014 | 1,208,019 | 1,195,409 | 1,298,523 | 202,273    |
| 2015 | 1,013,518 | 1,031,842 | 1,098,780 | 207,961    |
| 2016 | 1,062,694 | 1,073,547 | 1,178,346 | 194,395    |
| 2017 | 1,077,365 | 1,067,396 | 1,217,518 | 231,169    |
| 2018 | 1,151,284 | 1,152,641 | 1,343,743 | 264,553    |
| 2019 | 1,030,126 | 1,043,017 | 1,286,848 | 332,023    |
| 2020 | 532,027   | 578,327   | 690,150   | 232,175    |
| 2021 | 887,202   | 863,348   | 1,121,967 | 294,639    |
| 2022 | 1,048,040 | 1,013,582 | 1,470,146 | 473,602    |
| 2023 | 1,005,802 | 998,059   | 1,395,717 | 505,134    |
| 2024 | 865,723   | 889,680   | 1,196,664 | 472,194    |